# Géographie d'Israël

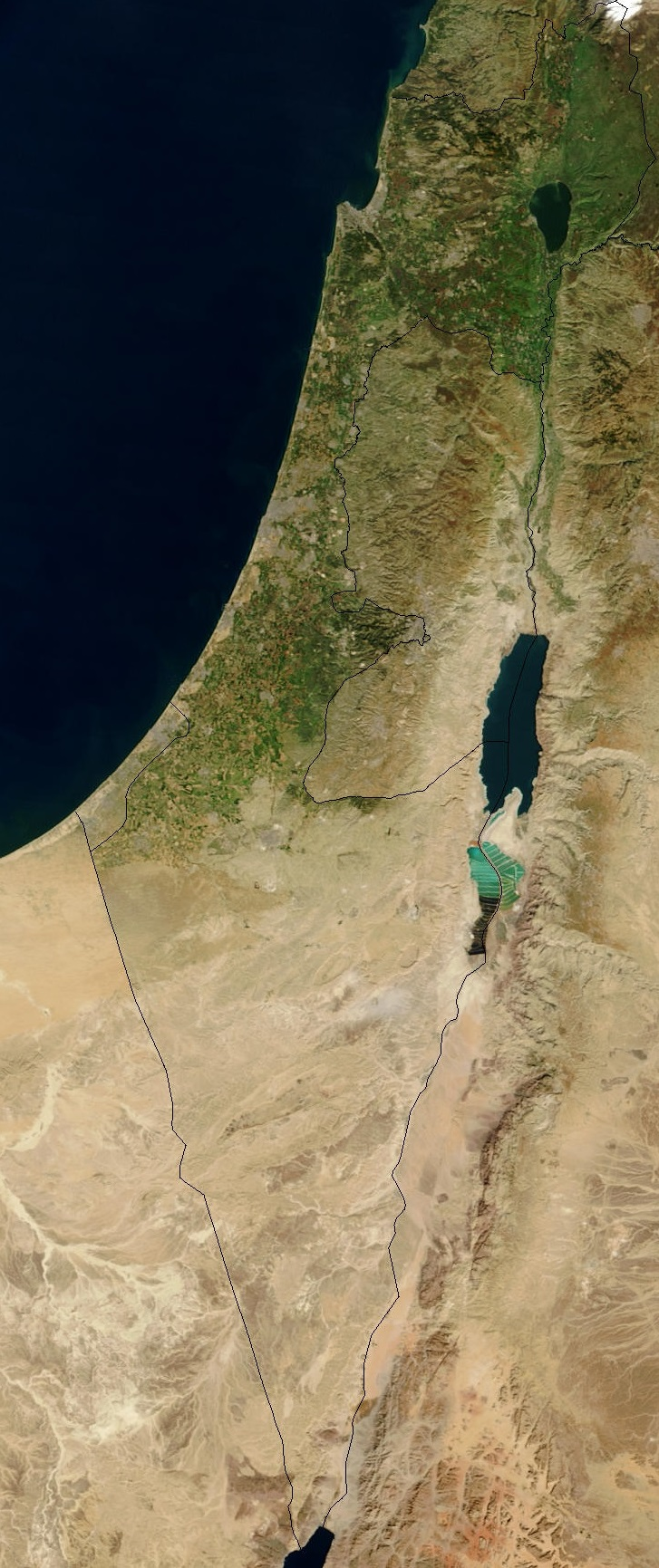
Image Satellite d'Israël.

Israël est avant tout un pays d'Asie, bordé par la mer Méditerranée dont il occupe le rivage oriental, relevant entièrement de la partie géographique du Proche Orient appartenant au grand ensemble régional dénommé Asie de l'Ouest.

## Situation géographique
Israël se trouve entre les latitudes 29° et 34° N, et les longitudes 34° et 36° E. Cette position géographique place entièrement le pays dans l'Hémisphère Nord, dans la zone des latitudes tempérées où dominent le climat méditerranéen au nord et au centre et le climat subdésertique au sud.
Le pays occupe une situation exceptionnelle de carrefour intercontinental, par sa position centrale en Asie de l'Ouest, par sa proximité avec l'Afrique via l'Égypte et par ses relations régulières et soutenues avec l'Europe grâce à son large accès sur la mer Méditerranée. Par ses nombreux liens de différentes origines qui l'unissent étroitement à l'Europe, Israël forme  une sorte de "porte ouverte" de l'Occident sur le continent asiatique.
Malgré sa modeste superficie de 22 145 km2 et son territoire exigu, très étiré du nord au sud, le pays dispose cependant d'une large façade maritime sur 273 km de longueur, étant bordé, à l'ouest, par la mer Méditerranée  et, au sud, il s'ouvre sur la mer Rouge par le golfe d'Aqaba sur à peine une vingtaine de kilomètres.
Israël dispose d'une frontière terrestre totale de 1 017 km qu'il partage avec cinq pays, tous relevant de la zone géographiquedu Proche Orient. Il est délimité, au nord par le Liban (79 km de frontière), au nord-est par la Syrie (76 km), à l'est par  la Jordanie (238 km) et la Cisjordanie (307 km) et au sud-ouest par l'Égypte (266 km) et la bande de Gaza (51 km). C'est avec la Cisjordanie qu'Israël partage la plus longue frontière.

## Superficie
Le territoire souverain d’Israël, qui comprend sa capitale Jérusalem et inclut le Plateau du Golan, couvre une superficie totale de 22 145 km2, dont 2,14 % sont occupés par des lacs et des cours d'eau, soit environ 440 km2.
Dans ses dimensions les plus extrêmes, le pays s'étend sur 470 km de long, de Kiryat Shmona, au nord près de la frontière avec le Liban, à Eilat, au sud sur la mer Rouge, et sur 135 km de large, entre la frontière avec Gaza et les rives occidentales de la Mer Morte.
Comparativement au vaste continent asiatique, Israël est un très petit pays et il est le troisième plus petit de la dizaine d'États qui constituent le Proche Orient. Ainsi, avec une superficie retenue de 22 145 km2, il est comparativement 4 fois moins étendu que la Jordanie et 8 fois moins que la Syrie dont il est frontalier. Seuls, le Liban et l'Autorité Palestinienne sont plus petits qu'Israël. Et à l'échelle des pays du Moyen Orient ou de pays proches, Israël fait vraiment figure de très petit État. Ne serait-ce que, par rapport à  l'Irak, il est 22 fois plus petit ou bien davantage encore en le comparant à l'Égypte qui est 46 fois plus étendue.
En termes de superficie, l'État hébreu possède d'autres singularités géographiques.
En Asie dont il fait partie géographiquement, Israël ne devance en superficie que 8 petits et micro-États qui sont les suivants par ordre décroissant : Koweit (17 820 km2); Timor oriental (15 007 km2); Qatar (11 437 km2); Liban (10 452 km2); Brunei (5 770 km2); Singapour (692,7 km2); Bahreïn (665 km2) et  Maldives (300 km2).
Comparativement à l'échelle des pays du continent européen, Israël ne dépasse en superficie que quelques très petits pays comme la Slovénie, Chypre ou le Luxembourg mais il est moins étendu que la Belgique et même deux fois moins étendu que les Pays-Bas, la Suisse ou encore le Danemark et l'Estonie.
Enfin, à l'échelle du monde, Israël ne se positionne qu'au 148e rang par sa superficie; il est de surface quasi équivalente au Salvador qui se place au rang précédent et qui est le plus petit pays d'Amérique centrale.

## Géographie physique

### Les milieux geophysiques: aperçu général

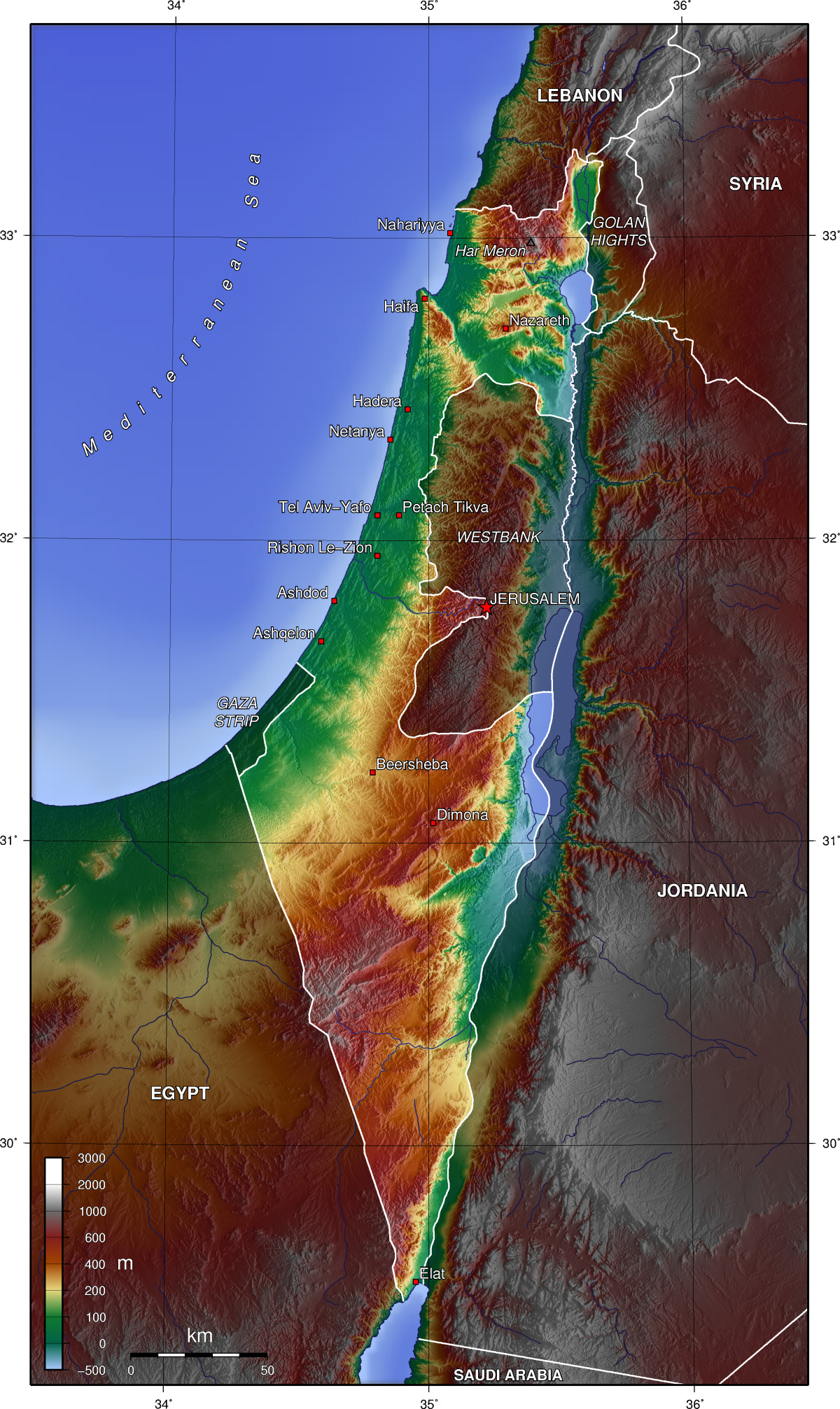
Carte Topographique.

Malgré l'exiguité de son territoire, Israël se répartit en plusieurs régions naturelles se distinguant les unes des autres par la diversité de leurs milieux et de leurs paysages. Ces différentes zones géographiques sont déterminées par leurs assises géologiques qui donnent des reliefs étonnement multiples comme la basse plaine maritime en bordure de la mer Méditerranée, la haute montagne du plateau du Golan, les plateaux des hautes collines de la Judée et de moyennes montagnes de la Galilée avec leurs vallées plus ou moins encaissées, les vallées évasées et humides du Jourdain, du Yarkon, du Kishon ou sèches comme celle de la Arabah, les lacs intérieurs comme le lac de Tiberiade et la mer Morte, le massif aride et désertique du Néguev. Israël se découvre donc comme une mosaïque de paysages remarquablement diversifiés qui créent l'individualisation des cinq régions géographiques du pays même si beaucoup de points communs les relient les unes aux autres. En résumé succinct, "Israël est un pays varié, pour réduite que soit sa superficie, et par suite, d'un grand intérêt pour le géomorphologue".

### Milieux géophysiques: les micro-régions

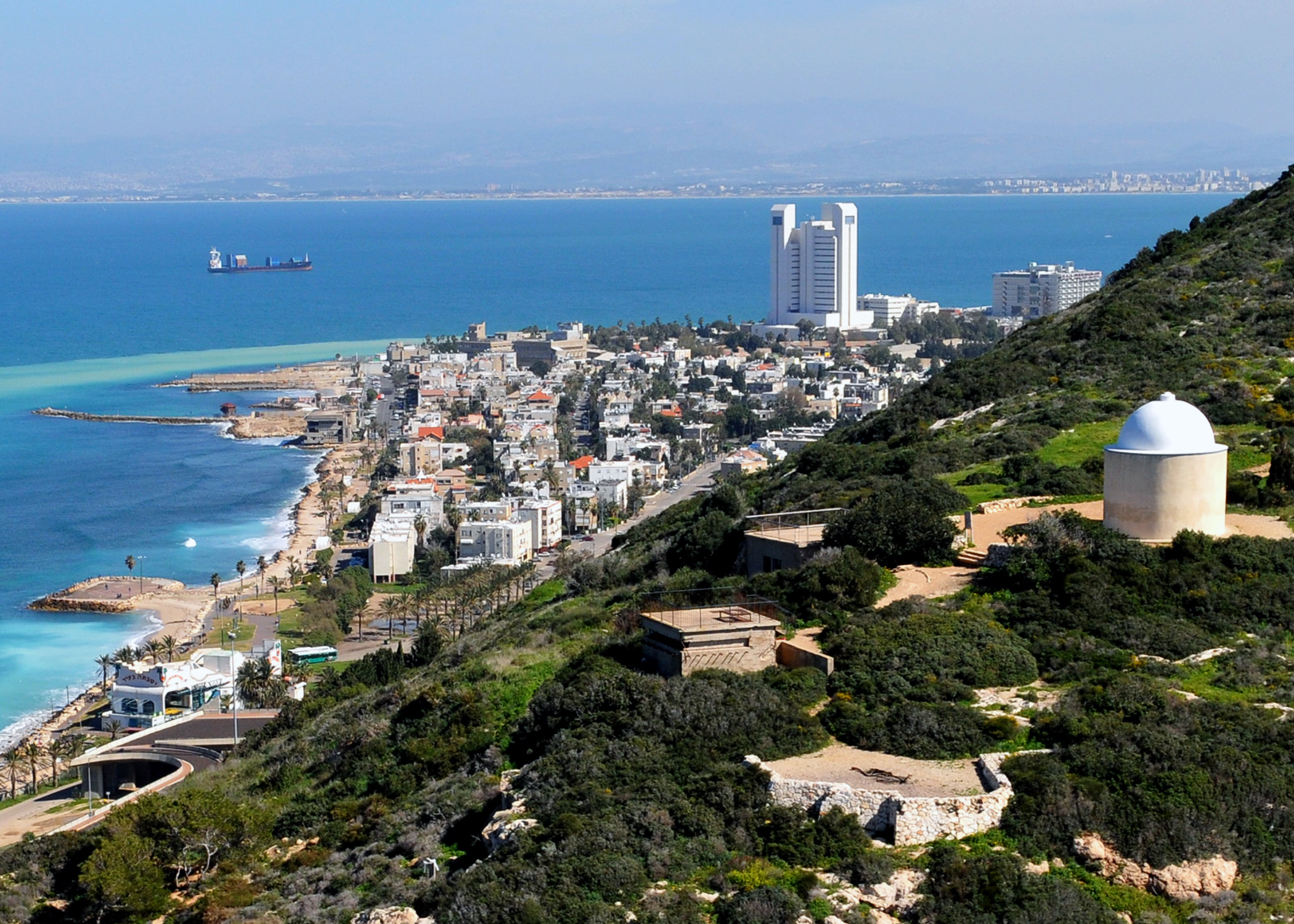
Le mont Carmel surplombe la baie de Haïfa sur la mer Méditerranée.

#### Plaine côtière
La plaine côtière est longée sur environ 191 kilomètres par la mer Méditerranée dans une direction nord-sud presque rectiligne, hormis le promontoire rocheux du mont Carmel qui brise cette continuité littorale. Ce long liseré, tantôt dunaire, tantôt rocheux, s'étend de la frontière libanaise, au nord, à la bande de Gaza, au sud. La plaine maritime est large d'une quarantaine de kilomètres au niveau de la limite avec Gaza, et correspond à la Shefelah, également appelée plaine de Judée, elle se rétrécit à environ cinq kilomètres près de la frontière libanaise, au site des falaises gréseuses de Rosh Hanikra. Entre ces deux plaines littorales s'étend la riche plaine alluviale du Sharon. Cette région maritime, au climat méditerranéen nettement marqué, est fertile et bien irriguée, étant historiquement connue pour ses riches productions d'agrumes dont les célèbres oranges de Jaffa, d'avocats et de vin. La plaine littorale est drainée par quelques cours d'eau, dont seulement deux, le Yarkon et le Kishon, ont des débits d'eau permanents.

#### Hautes terres de la partie centrale

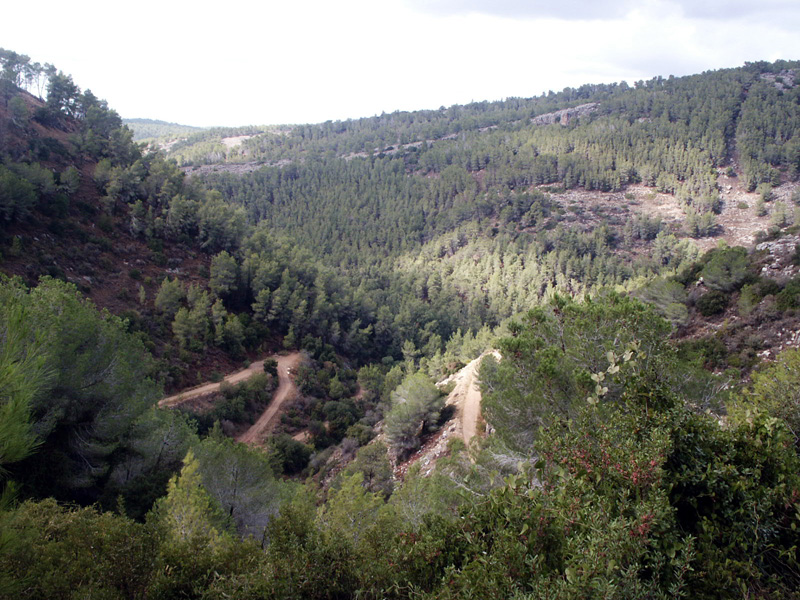
Vue des monts de Judée.

Dans la partie centrale du pays se hissent de hautes terres. Situé à l'est de la plaine côtière, le relief se relève doucement, par paliers successifs, et fait apparaître une mosaïque de paysages d'aspect montagneux. Entre les vallées fertiles se signalent les moyennes montagnes et les hautes collines arrondies de la Galilée, les collines de Samarie au sud de cette dernière, ainsi que les hautes collines du Plateau de Judée qui sont marquées par l'aridité au sud-est de Jérusalem.
Les hautes terres couvrent la majeure partie de la Judée où le plateau de Judée correspond à une sorte de lourd dôme faiblement faillé. Il s'agit de hautes collines arrondies, comme celles de Galilée, formées de calcaires, de craie et de dolomies, à l'origine de phénomènes karstiques et de la terra rossa. De formations typiquement méditerranéennes, les épanchements de terra rossa sur les monts de Judée proviennent de transport et de remaniement d'origine éolienne. Ce sont des terres plus lourdes que celles sur la plaine littorale et qui conviennent à des cultures légumières aussi bien qu'à la betterave.
Dans la partie centrale du pays, ces hautes terres atteignent une hauteur moyenne de 610 mètres en Galilee et plus de 700 mètres dans le plateau de Judée; le mont Meron culmine en Galilée à 1 208 mètres, près de la ville de Safed, tandis que mont Herzl domine les monts de Jérusalem, partie la plus élevée des monts de Judée en Israël.

#### Nord d'Israël

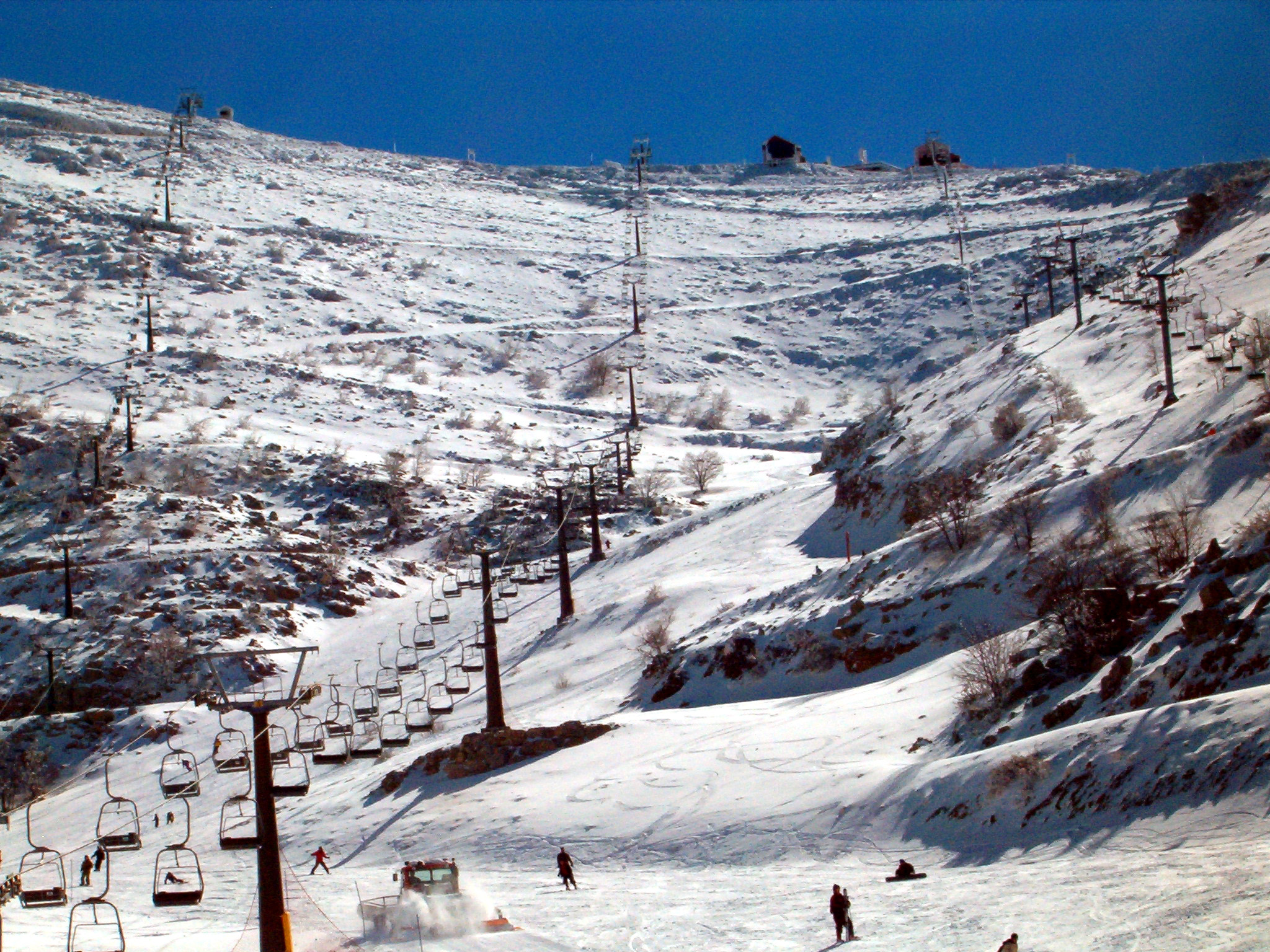
La station de ski du mont Hermon et l'unique domaine skiable d'Israël.

Dans la partie septentrionale d'Israël s'individualise la région la plus élevée du pays qui se distingue aussi par son cadre géographique et son milieu naturel. Il s'agit du plateau du Golan avec les pentes méridionales du mont Hermon qui se trouve à l'extrême nord d'Israël.
Si le sommet du mont Hermon avec ses 2 814 mètres d'altitude est partagé entre le Liban et la Syrie en une frontière internationale et demeure sous contrôle syrien, les pentes méridionales de cette haute montagne sont passées sous contrôle israélien après la Guerre des Six Jours en 1967 et, depuis 1981, la région israélienne du mont Hermon, partie annexée du Golan, est régie par la loi du plateau du Golan. Le mont Hermon qui reçoit d'abondantes chutes de neige chaque hiver, habituellement de novembre à mars, a favorisé l'activité des sports d'hiver. Dans la partie israélienne du mont Hermon, qui correspond à son versant sud, celui-ci se situe à 2 236 mètres, ce qui en fait le point culminant d'Israël, visible depuis la Galilée. Il abrite la seule station de ski d'Israël aménagée à une altitude comprise entre 1 600 mètres et 2 040 mètres sur un vaste domaine de 5 000 hectares, avec un téléphérique, dix télécabines, des remontées mécaniques et 14 pistes de ski cumulant un réseau de 45 kilomètres. Ce domaine skiable est accessible aussi bien aux débutants qu'aux expérimentés. Jusqu'en 2023, la station de ski du mont Hermon reçoit  400 000 visiteurs chaque année. De plus, depuis 1974, une réserve naturelle protégée pour la préservation de son milieu floral et faunistique y a été aménagée. Son importance géographique relève aussi du fait qu'il reçoit les eaux du Jourdain dont son lieu de source est localisé dans le massif de l'Anti-Liban à 21 kilomètres plus en amont, au Liban. Le versant sud du mont Hermon appartient géographiquement au Golan. Cette région occupe un site de plateau en bordure de la chaîne de l'Anti-Liban, à l'ouest de la dépression du cours supérieur du Jourdain, correspondant à la vallée de la Houla, et du lac de Tibériade. Le plateau du Golan correspond à un horst oriental de la faille du Levant qui s'étire du nord au sud où la vallée du rift du Jourdain le sépare à l'ouest des monts de Galilée. De ce fait, son rebord occidental est relativement abrupt. Son assise géologique est d'origine volcanique avec son sol basaltique favorisant une agriculture intensive du fait également d'une pluviométrie abondante. Le territoire du plateau du Golan prolonge au sud la dépression du cours supérieur du Jourdain et du lac de Tibériade dont il partage l'appartenance géologique.

#### Vallée du Jourdain

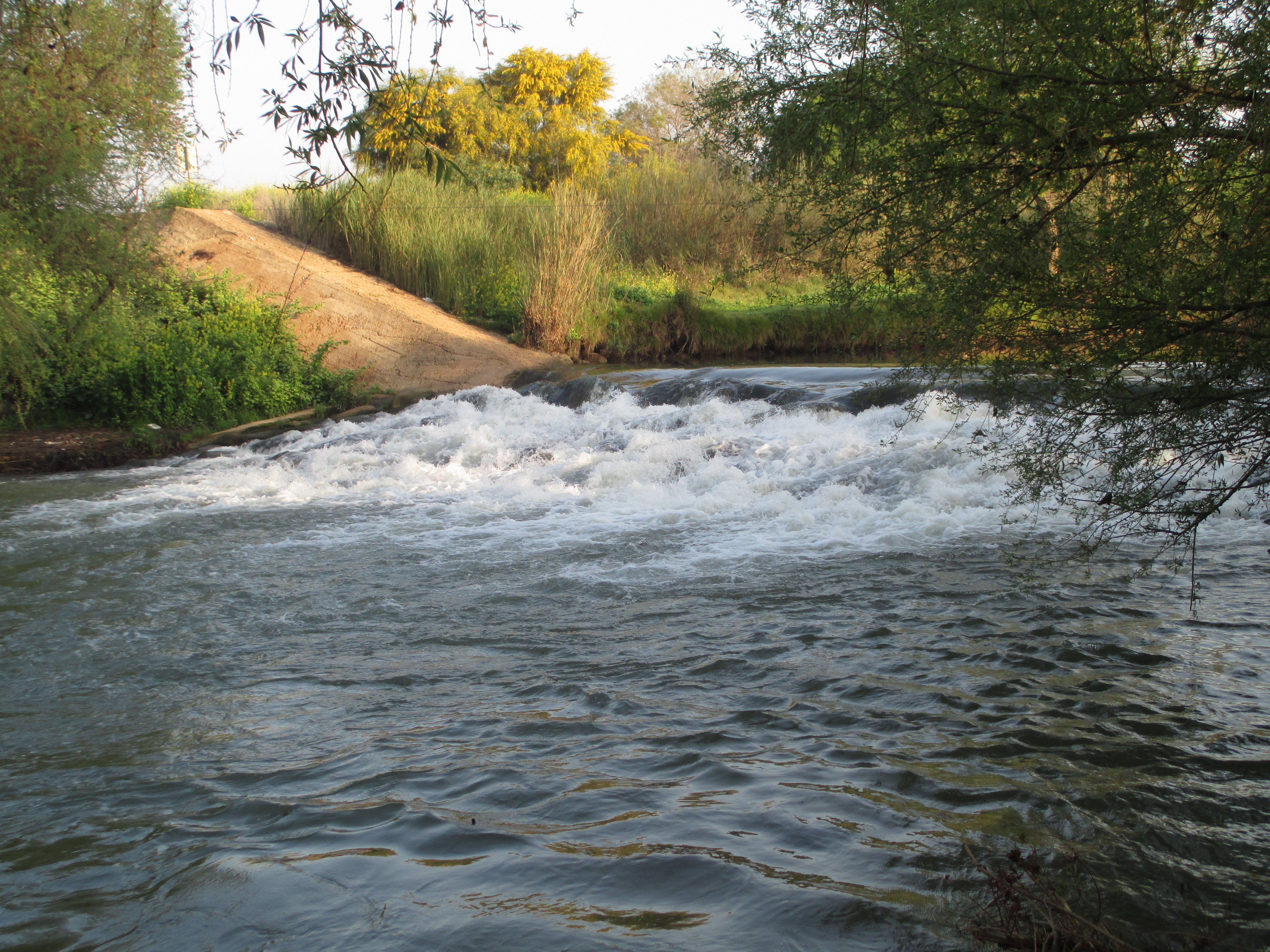
Chutes d'eau sur le cours du Jourdain en Haute Galilée.

À l'est du plateau central d'Israël se déroule la longue et profonde vallée du Jourdain qui constitue une petite partie des 6 500 kilomètres de la vallée du Grand Rift africaine; elle s'enfonce dans une vallée depuis le lac de Tibériade jusqu'à la mer Morte, à environ 399 mètres au-dessous du niveau de la mer; c'est le point continental terrestre le plus bas au monde.
Le fleuve du Jourdain s'étire sur une longueur totale de 360 km depuis son lieu de source dans le massif de l'Anti-Liban dont 340 km en Israël, ce qui en fait le plus long fleuve du pays.
Au-delà de la mer Morte, la Vallée du Rift poursuit dans une direction sud-sud-est son cheminement au travers du plateau aride et désertique de la Arabah sur 170 km vers le golfe d'Aqaba.

#### Plateau du Néguev

Vue des étendues du désert Néguev.

Le désert du Néguev s'étale sur une surface de 12 000 km2, soit plus de la moitié de la superficie totale des terres d'Israël. Géographiquement, c'est une extension de la péninsule du Sinaï, formant un triangle, avec à sa base, la mer Morte au nord près de Beersheva, et au sud les monts de Judée, le point culminant se situe à la pointe sud du pays près d'Eilat. Sur le plan topographique, elle est similaire à bien des égards aux autres régions du pays, avec des plaines, des collines dans la partie centrale qui cependant ont bénéficié de mise en valeur agricole efficace grâce à un ingénieux système de canalisation et de dessalinisation, et des vallons désertiques à la frontière orientale. Mais le Neguev présente des particularités propres à sa région et qui ne se retrouvent pas dans le reste d'Israël comme les curieuses formations circulaires, apparentées à des cratères fortement érodés, ou les petits canyons arides qui entaillent profondément le plateau désertique, structures géomorphologiques présentes dans le Bouclier arabique.

### Points extrêmes
- Point le plus bas: mer Morte (-408 mètres) partagée avec la Jordanie
- Point le plus haut: mont Hermon (2 814 mètres), sommet libano-syrien, mais 2 236 mètres en Israël dans le plateau du Golan.

## Géologie
L'histoire géologique d'Israël découle du rattachement au bouclier cristallin syro-palestinien, aux différentes phases de sédimentation du Tertiaire et aux diverses étapes de l'érosion durant le Quaternaire qui ont joué un rôle considérable dans la géomorphologie du pays.
De ce fait, Israël, malgré son territoire fort exigu, dispose d'une variété inattendue de paysages géographiques.
Sur le littoral, les épanchements sédimentaires ont remblayé progressivement la plaine maritime au large de la mer Méditerranée par l'apport régulier des  alluvions du delta du Nil et  par le jeu des courants marins. Ces différentes actions ont façonné  de longs cordons dunaires isolant de la mer les plaines alluviales de la Shefelah et du Sharon, riches en dépôts détritiques représentés par des loess, ainsi que la mince plaine littorale sise entre l'éperon rocheux du mont Carmel jusqu'au promontoire de grès de Rosh Hanikra en limite du Liban, cette dernière plaine, fort exiguë, correspond en réalité à un petit fossé d'effondrement. Ces riches dépôts alluvionnaires sont également présents dans les vallées des fleuves côtiers comme le Kishon, le Yarkon et son long affluent, l'Ayalon, ou dans les vallées intérieures qui isolent les petits  massifs semi montagneux de la Galilée comme celle de Jezreel. De même, tous les bassins intra-montagneux et la vallée du Jourdain sont recouverts d'épais dépôts sédimentaires donnant de riches terres arables.
Au nord de la Galilée se distingue le haut plateau du Golan par sa couverture basaltique, épanchement d'origine volcanique qui structure en grande partie la zone amont de la vallée du rift du Jourdain et qui recouvre la vallée de la Houla et le lac de Tibériade. Dans ce secteur géographique les dépôts basaltiques  se superposent au gypse et au calcaire.
À l'est d'Israël, dans le fossé tectonique de la vallée du rift du Jourdain, le fleuve Jourdain écoule ses eaux dans des terrains sédimentaires jusqu'à la mer Morte, vaste étendue d'eau salée, riche en sels minéraux et en brome, qui correspond à la mer la plus profonde sous le niveau des océans. Celle-ci est située sur la faille décrochante du Levant qui va du lac de Tibériade jusqu'au golfe d'Aqaba en passant par la mer Morte et est sujette à une forte sismicité.
Au centre d'Israël, les assises calcaires recouvrent en grande partie les reliefs semi montagneux de la Basse Galilée et de la Haute Galilée qui présentent des sommets  peu élevés et souvent de forme arrondie comme le mont Meron, point culminant de toute la Galilée avec ses 1 208 mètres, ou le mont Thabor qui domine la Haute Galilée. Par le jeu de l'érosion ou de mouvements tectoniques, les flancs des reliefs galiléens présentent une dissymétrie frappante entre le  versant ouest qui descend par paliers successifs vers la côte méditerranéenne et le versant est, beaucoup plus abrupt, en direction du fossé d'effondrement causé par le rift syro-africain.
Toujours, dans la partie centrale d'Israël ou plus précisément de la Judée, également appelée le Plateau de Judée, une ligne de crêtes  s'élevant entre 700 et 900 mètres d'altitude définit les monts de Judée, dont la partie orientale est composée de hautes collines calcaires entre  lesquelles s'est édifiée Jérusalem. La capitale s'étend sur sept collines dont les plus connues sont l'Ophel, le mont Sion, le mont Scopus et le mont des Oliviers mais la plus élevée est le mont Herzl avec  ses 834 mètres d'altitude, celles-ci figurent parmi les plus hauts sommets de la Judée en Israël. Cette région présente des assises de calcaires crayeux et des calcaires dolomitiques qui révèlent des reliefs karstiques sous-jacents par la présence de nombreuses grottes, cavités et gouffres tandis qu'en surface ces roches, exploitées dans des carrières à ciel ouvert, ont contribué à la réputation de la pierre de Jérusalem.
À l'Ouest et en direction de la mer Méditerranée, les versants occidentaux des monts de Judée, en pentes douces, sont pourvus de calcaires crayeux et de couches de terres rouges. Ils s'abaissent régulièrement vers la plaine de Judée ou Shefelah, recouverte d'un limon très fertile, par le corridor naturel de la vallée d'Elah.
Vers l'Est, en direction de la vallée du rift du Jourdain, ces reliefs ont été très morcelés par l'érosion qui a démantelé la couverture calcaire présentant des formes tabulaires, annonçant le désert de Judée avec sa multitude de grottes dont celle de Qumran est la plus connue de toutes. De ce fait, les reliefs aplatis, de moyenne élévation autour de 300 mètres d'altitude, sont entrecoupés par des ravins et des vallées encaissées et profondes.
Dans la partie méridionale de la Judée, une zone de plateaux peu élevés relie les monts de Judée aux tables désertiques et aux massifs du Néguev.
Enfin, au sud d'Israël, le plateau du Néguev présente deux types distincts d'affleurement.
Dans la partie centrale et orientale du plateau aride, des formations calcaires détritiques, fortement érodées et entaillées, ont façonné un paysage original par de profondes vallées sèches en canyons ou des formes circulaires rappelant grossièrement des cirques, faisant penser à des cratères. Ces formations géologiques très spectaculaires sont des makhtesh dont trois s'illustrent particulièrement : le HaMakhtesh HaGadol, HaMakhtesh HaKatan et Makhtesh Ramon, ce dernier étant le plus vaste des trois.
Plus au sud, le Néguev se présente comme un plateau désertique où affleurent des roches ignées représentées par des granites.

## Les cinq régions naturelles d'Israël
Israël présente un territoire à la fois maritime, avec ses deux ouvertures littorales, l'une sur la mer Méditerranée et l'autre sur la mer Rouge, et continental, avec sa partie centrale élevée, prolongée par le nord montagneux, ces deux ensembles sont nettement délimités, sur la marge orientale du pays, par la longue vallée du rift du Jourdain qui s'enfonce dans une dépression tectonique de direction nord-sud, partie du large fossé d'effondrement du Rift syro-africain.
Ainsi, le pays se définit géographiquement en cinq régions naturelles nettement distinctes les unes des autres présentant des climats et des paysages remarquablement variés malgré l'exiguité du territoire.
- La plaine côtière israélienne est une plaine alluviale, située à l'ouest du pays, que borde la mer Méditerranée. Elle englobe la Shefelah au sud et la plaine du Sharon au centre et est constituée de cordons dunaires et de vastes plages de sable. Cette plaine maritime qui s'évase du nord au sud, fortement urbanisée et concentrant la majorité des habitants et des activités du pays, se prolonge au nord du mont Carmel jusqu'à la limite avec le Liban par le promontoire rocheux de Rosh Hanikra. Dans cette étroite plaine côtière de Nahariya, les petites échancrures littorales, que sont la baie d'Akko et la baie de Haïfa, sont ponctuées de rochers calcaires et de falaises de grès qui tombent à pic sur la mer. Toute la plaine littorale bénéficie d'un climat méditerranéen.
- Le Nord montagneux correspond aux hauteurs du plateau du Golan qui s'élève jusqu'au versant méridional du Mont Hermon. C'est dans cette région basaltique, au soubassement d'origine volcanique, que se trouve le point culminant d'Israël avec 2 236 mètres d'altitude, au pied duquel se déploie l'unique domaine skiable d'Israël. C'est également dans cette micro-région que commence à s'écouler le plus long fleuve d'Israël, le Jourdain, dont le lieu de source est situé à 21 kilomètres en amont, dans le massif de l'Anti-Liban. Cette région de hauts plateaux est la plus élevée d'Israël et bénéficie d'un climat de montagne.
- Dans toute la partie centrale d'Israël se déploie un axe transversal de hautes collines calcaires et de quelques montagnes moyennes sillonnant au nord la Galilée. Cette région au relief accidenté est dominée par le Mont Méron, culminant à 1 208 m. Elle est composée de deux micro-régions : la Haute Galilée au nord et la Basse Galilée au sud que domine le mont Thabor. C'est surtout une région vallonnée et couverte de forêts de chênes et de pins, dont les terres riches et bien cultivées sont favorisées par une pluviométrie abondante et de nombreuses sources d'eau. Faisant également partie de l'axe central montagneux d'Israël s'individualisent les monts de Judée que séparent de la Galilée les collines de Samarie. Ils sont représentés par une chaîne de hautes collines calcaires dont l'altitude moyenne varie entre 700 et 900 mètres dans la partie israélienne. C'est dans ces reliefs moyennement élevés, entrecoupés de fertiles vallées, qu'est édifiée sur la frange orientale la capitale Jérusalem. Nettement moins arrosée que la Galilée voisine, la Judée présente des reliefs plus variés et plus arides, surtout à l'est et au sud, tandis qu'à l'ouest, la région s'ouvre sur la plaine fertile de la Shefelah par la pittoresque vallée d'Elah.
- La vallée du Jourdain, à l'est du pays, occupe une vaste dépression, correspondant à un large fossé tectonique, qui relie le lac de Tibériade, au nord, à la mer Morte, au sud. C'est ici, en Israël, que le point le plus bas du globe se trouve, à la mer Morte, où celle-ci est située à 408 mètres en dessous du niveau de la mer.
- Le Néguev qui occupe la partie méridionale d'Israël, s'étend sur plus de la moitié du pays, sur environ 12 000 km2. Il se prolonge au sud jusqu'au golfe d'Aqaba, par un mince débouché sur la mer Rouge. Naguère désertique dans sa partie septentrionale, le Néguev est devenu une riche région agricole autour de la grande ville de Beer-Sheva grâce à la mise en place de systèmes de dessalinisation des eaux souterraines, de canalisation du Jourdain-Kinneret et de la valorisation des terres limoneuses. Au centre du plateau désertique du Néguev, s'étalent de grandes formes détritiques circulaires ressemblant à des cratères fortement érodés. Ces curieuses formes géologiques sont dénommées des makhtesh; trois d'entre eux s'illustrent particulièrement, le HaMakhtesh HaGadol, HaMakhtesh HaKatan et Makhtesh Ramon, ce dernier étant le plus vaste des trois. À l'est du Néguev, la longue vallée aride de la Arabah longe sur 170 km de longueur le fossé tectonique du Rift syro-africain. Tout au sud, sur les bords de la mer Rouge, s'est développé Eilat, port maritime et  station touristique moderne établi au fond du golfe d'Aqaba.

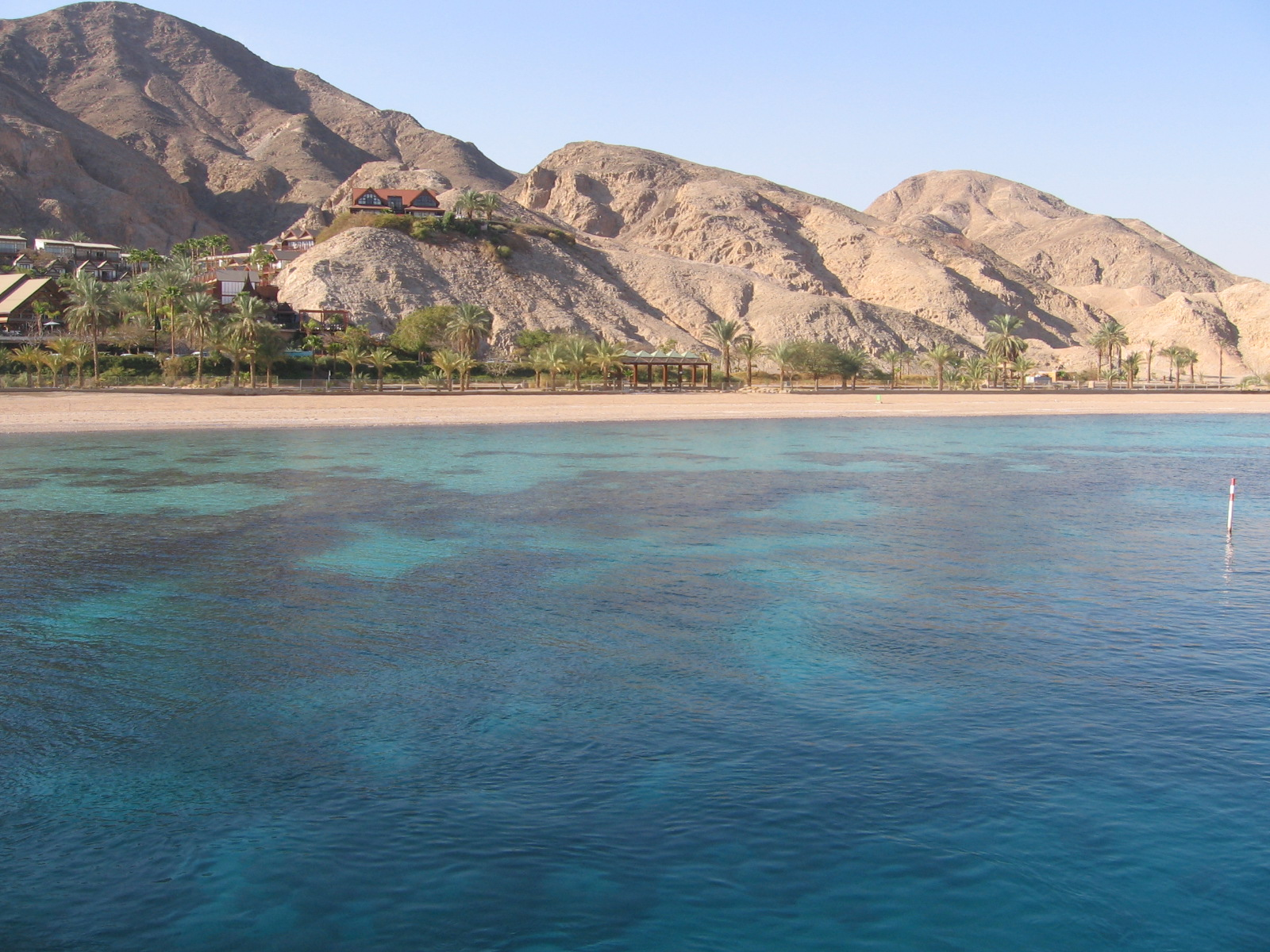
Golfe d’Eilat.
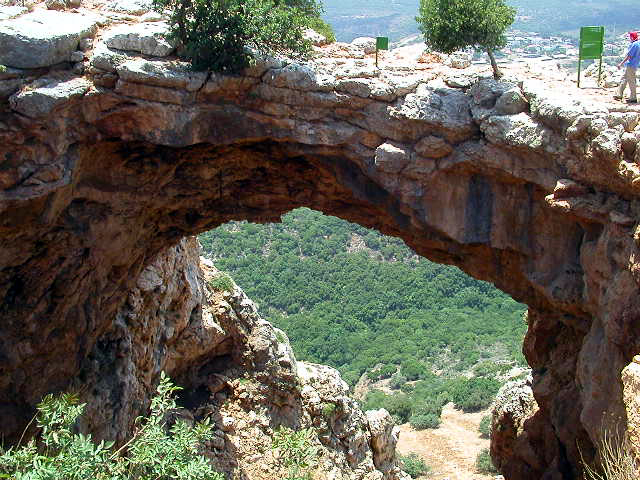
Arche naturelle en Galilée.
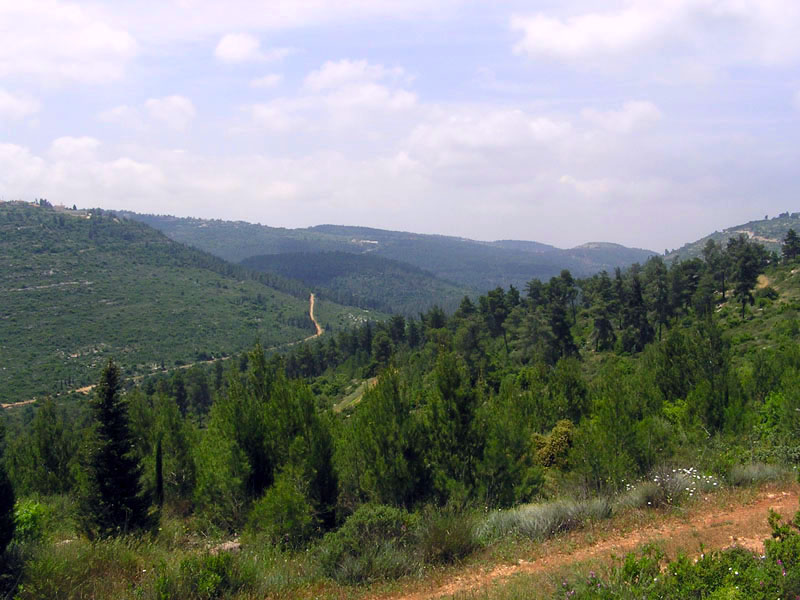
Les collines de Judée aux environs de Jérusalem.
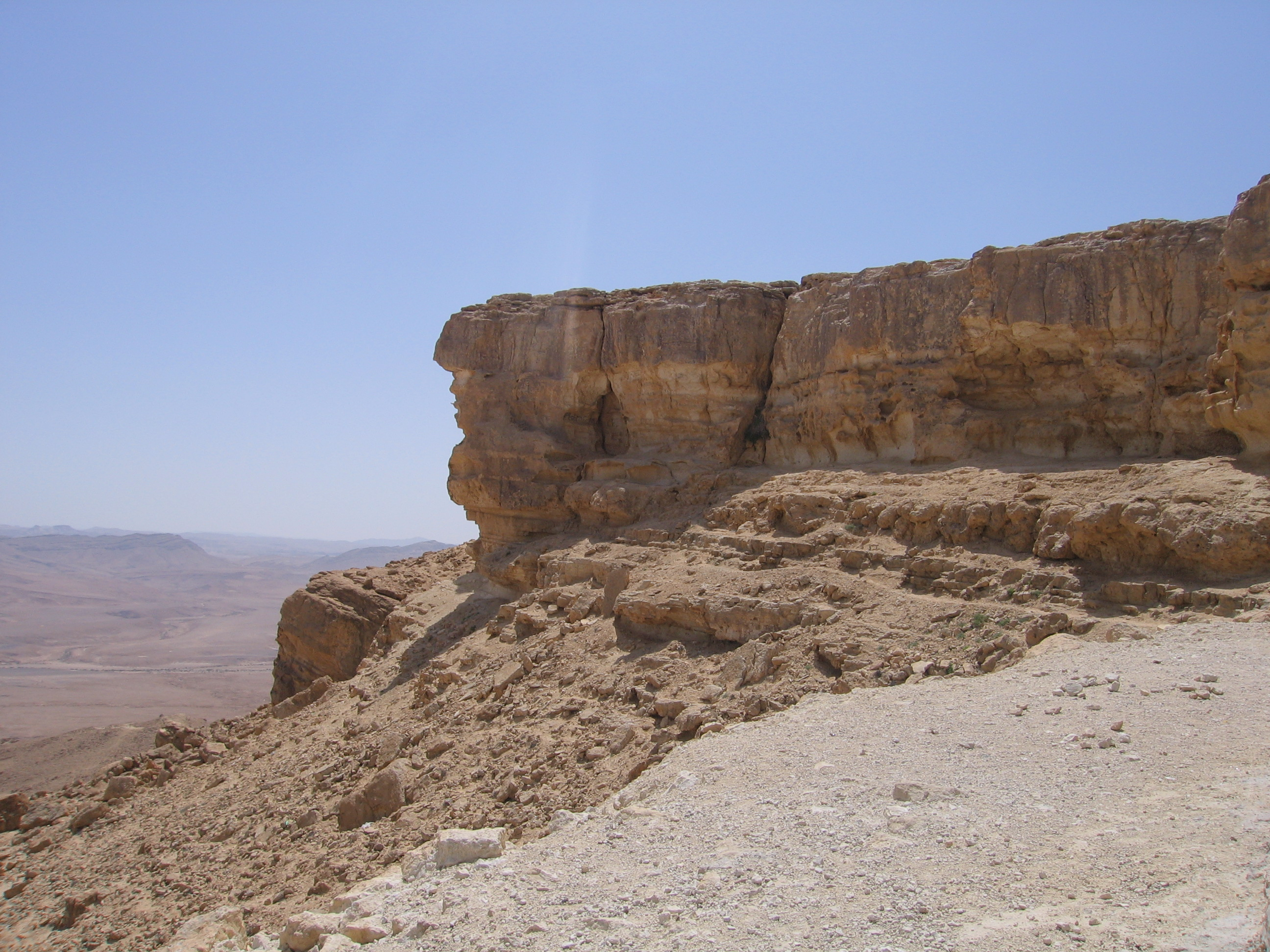
Le cratère Ramon dans le désert du Néguev.
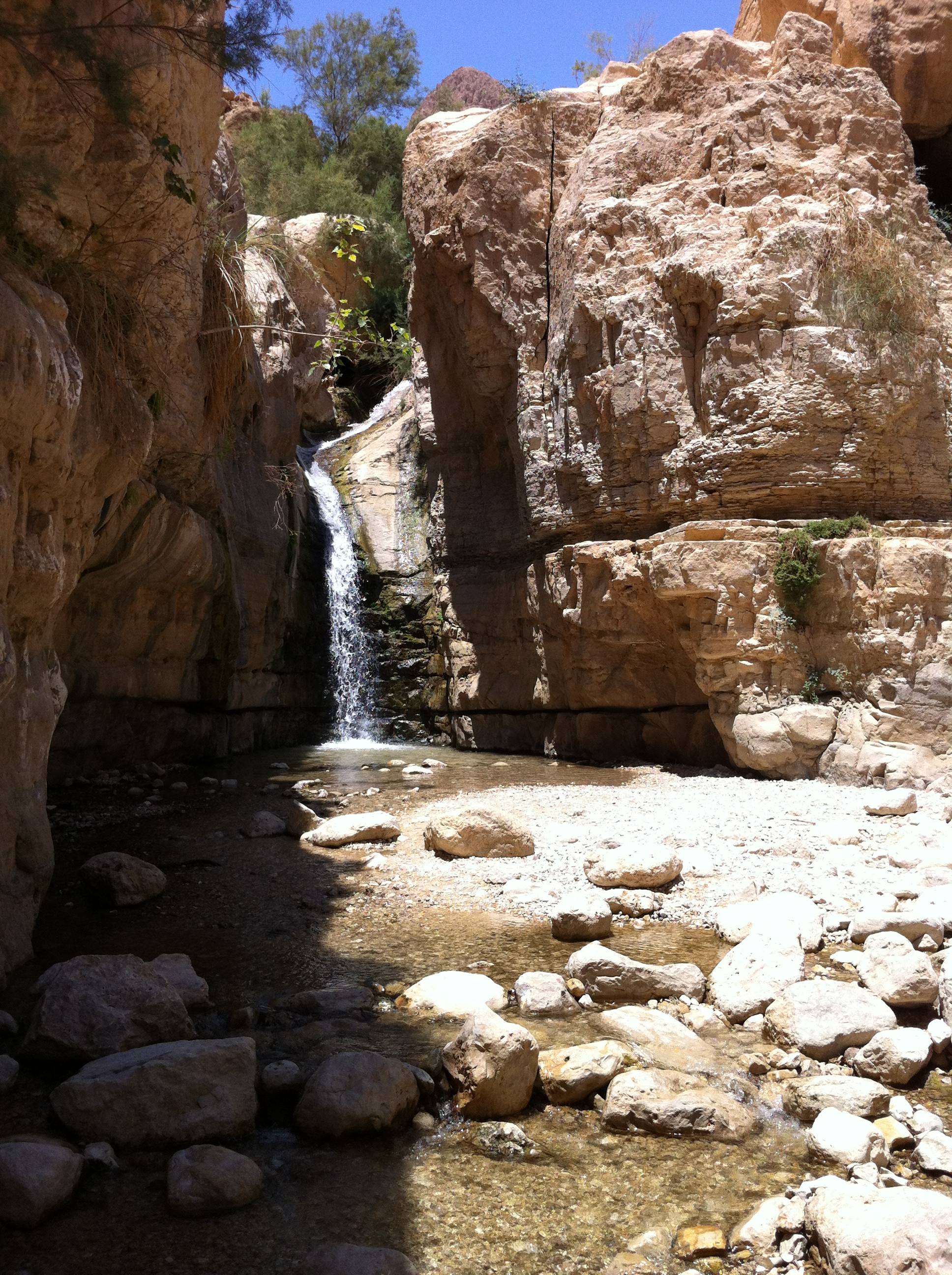
Nahal Arougot près de Ein Gedi.

## Le réseau hydrographique en Israël

### Généralités

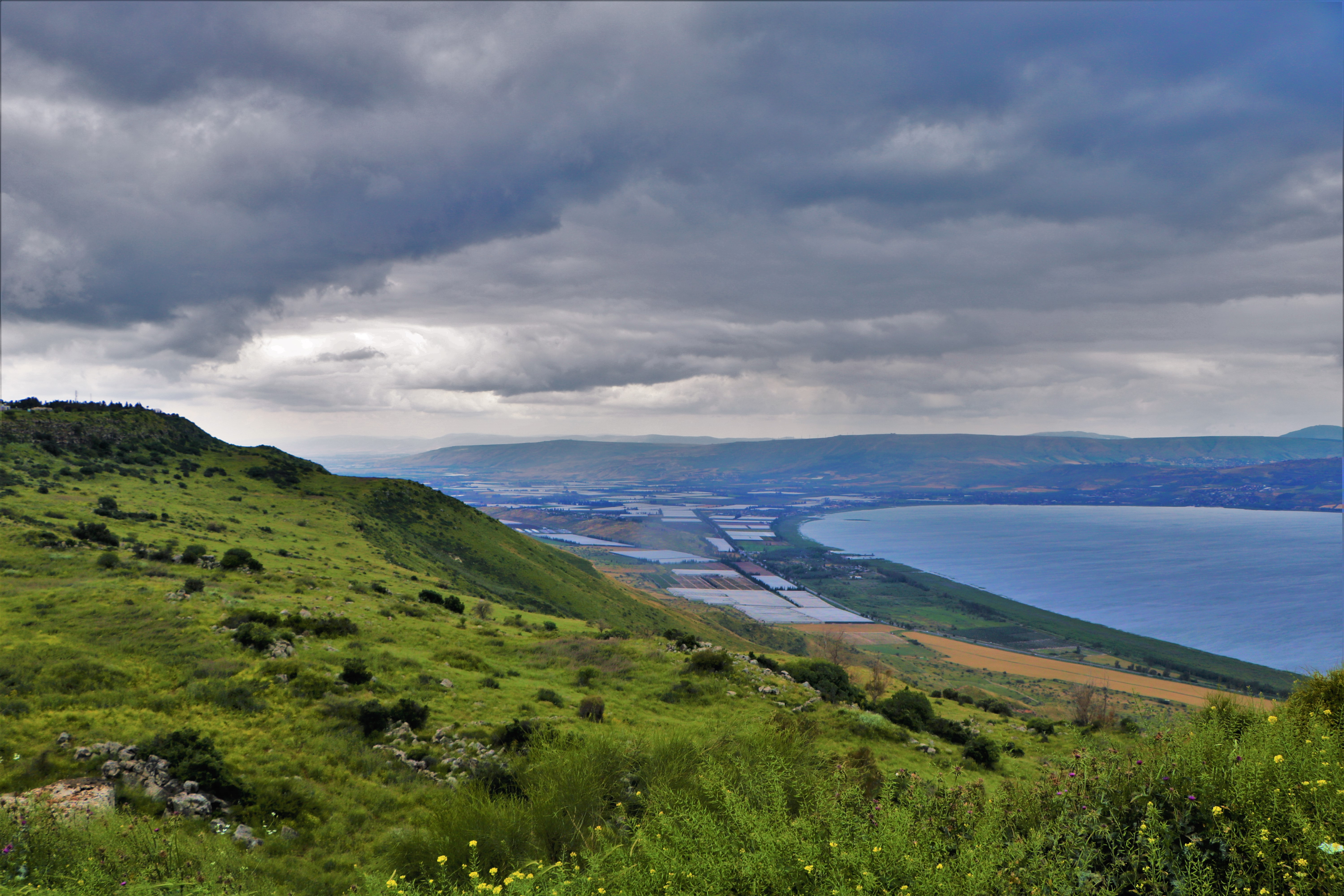
Vue sur le lac de Tibériade depuis les collines de la Galilée.

Disposant d'une superficie réduite, l'État d'Israël est parcouru par un réseau hydrographique peu dense, aux cours d'eau de modeste dimension et à faible débit.
Dans ce pays semi-aride à aride, en allant du nord au sud, les quelques cours d'eau qui le drainent sont localement appelés des rivières et plus souvent des wadis tandis que les torrents, dont certains ont formé de petits canyons, s'apparentent beaucoup aux arroyos typiques de l'Amérique du Sud. En Israël, la terminologie de rivière et de oued (ou wadi) est définie par le terme générique nahal (hébreu : נחל) qui recouvre en fait deux spécificités propres au régime hydraulique dans le pays. Il existe le hahal eitan ou la rivière pérenne, dont les eaux s'écoulent régulièrement depuis le lieu de source, qui est assez rare en Israël et sont identifiés par au moins trois rivières principales qui sont le Jourdain, le Kishon et le Yarkon et le nahal akhzav qui s'apparente au régime des wadis, à écoulement saisonnier et dont le lit des cours d'eau est constamment à sec pendant la période sèche. Ces cours d'eau concernent aussi bien les petits tributaires de la mer Méditerranée que ceux de la mer Morte et de la mer Rouge. 
Ainsi, les surfaces en eaux (cours d'eau et lacs) du territoire israélien ne représentent que 2,14 % du pays, ce qui fait que l'eau est une ressource extrêmement précieuse en Israël. Ce déficit hydrique chronique représente une véritable gageure pour ce territoire densément peuplé et à l'économie très développée. Ainsi, pour exploiter au mieux son agriculture, mettre en valeur son territoire et répondre aux besoins d'adduction d'eau potable, le pays a dû relever le défi par la mise en place  d'un système ingénieux et performant de pompage, de canalisation et d'irrigation à partir, notamment, des eaux du lac de Tibériade, appelé mer de Kinneret en Israël, et la construction d'usines de dessalement à Eilat sur la mer Rouge et à Ashkelon sur la mer Méditerranée ainsi qu'à Hadera qui disposait jusqu'en 2010 de la plus grosse usine de dessalement d'eau de mer du monde.
À l'ouest du pays, les fleuves côtiers sont petits et peu nombreux; ils sont tous tributaires de la mer Méditerranée et se caractérisent souvent par des débits irréguliers du fait des conditions climatiques du pays fréquemment marquées par une aridité récurrente.
À l'est du pays coule le Jourdain, qui est le plus important fleuve d'Israël; c'est un cours d'eau  transfrontalier dont l'originalité de son bassin hydrographique est qu'il n'est pas tributaire de la Méditerranée, ni de la mer Rouge, et qu'il s'écoule dans un profond fossé tectonique, le  rift syro-africain.

### Le bassin hydrographique du Jourdain

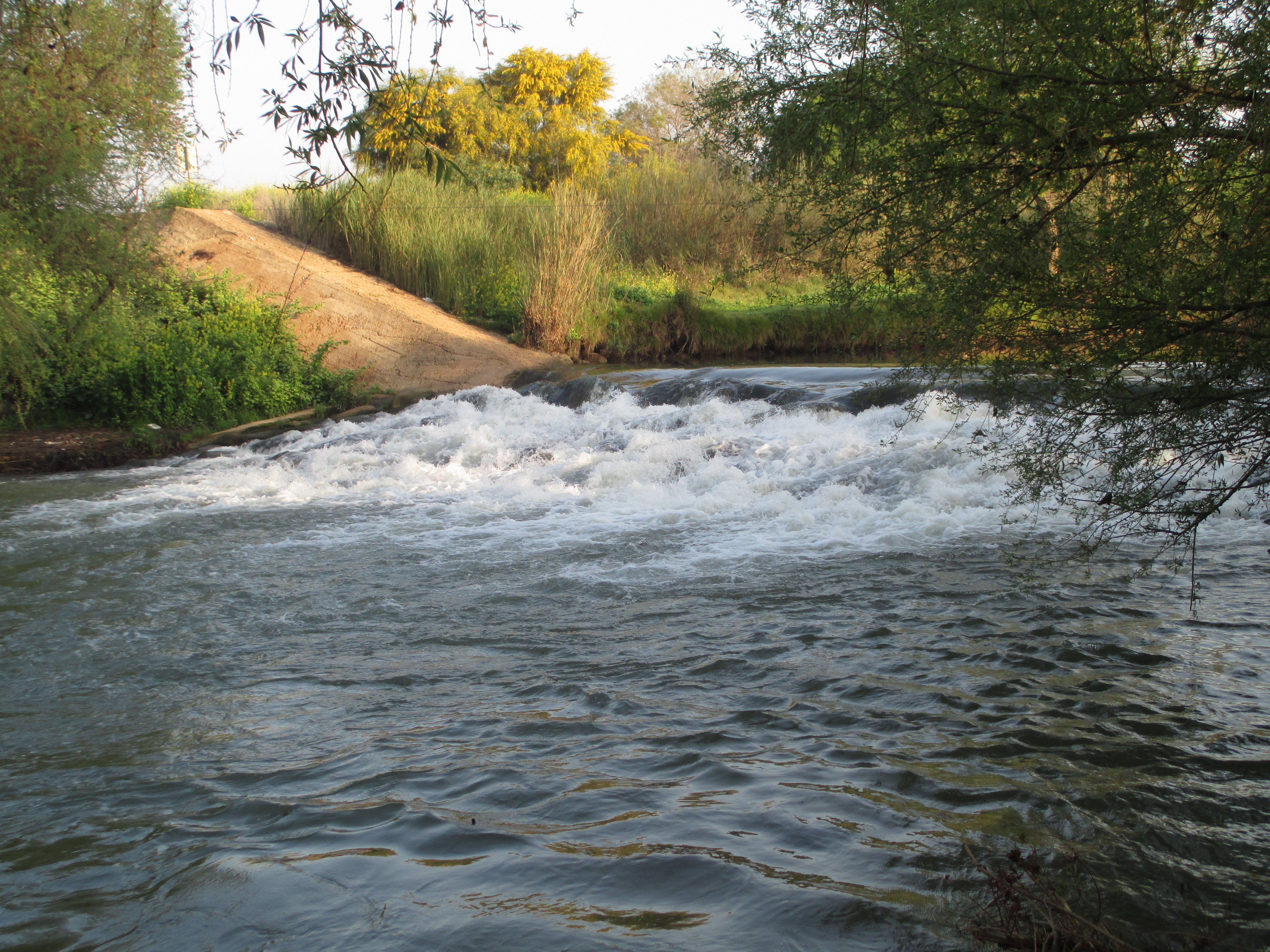
Cascades sur le Jourdain en Haute Galilée.

Le Jourdain (en hébreu: יַרְדֵּן (Yarden) est, avec un cours de 360 km dont 340 km s'écoule en Israël, le plus long fleuve de tout le territoire hébreu. Son importance nationale est considérable autant sur le plan de son utilisation que de son rôle d'approvisionnement hydraulique.
Son lieu de source est situé au pied du Mont Hermon, à 80 mètres d'altitude, dans le sud du massif de l'Anti-Liban, au Liban qu'il parcourt sur environ une vingtaine de kilomètres avant d'atteindre Israël. Son cours s'écoule rapidement à l'est des hauteurs du plateau du Golan, après avoir été grossi par les eaux du Baniyas et surtout du Dan, qui est son plus important affluent de source, puis du Snir et de l'Iyyon, ce dernier offrant de spectaculaires chutes d'eau, qui forment les sources principales du fleuve.
Au-delà de la vallée de la Houla, qui correspond à un ancien lac aujourd'hui asséché, où celle-ci est située à 70 mètres d'altitude, le Jourdain s'engage dans la dépression de Ghor, qui correspond au rift syro-africain, après  une série de grabens. La vallée fluviale s'enfonce alors rapidement sous le niveau des mers. Lorsque le fleuve reçoit, sur sa rive droite, les eaux de la rivière Dishon en provenance du mont Méron, en Haute Galilée, il se trouve déjà à - 80 mètres.
Puis, suivant une orientation nord-sud presque rectiligne, commence le cours moyen du fleuve aux abords du lac de Tibériade, (en hébreu : 
ים כנרת (Yam Kinneret)). Il traverse le lac qui est entièrement situé en Israël, à l'ouest de la Syrie, et est, avec ses 166 km2, le plus grand lac d'eau douce d'Israël. Ce dernier est alimenté par
quelques modestes cours d'eau, venant des versants occidentaux de la Haute Galilée, dont l'un de ses plus longs affluents de rive droite avec ses 25 km de long qui est le Nahal Amud qui le rejoint au nord-ouest. Le fleuve est alors à 212 mètres sous le niveau des mers. À sept kilomètres en aval du lac, le Jourdain conflue avec le Yarmouk qui est son plus long tributaire venant de la Jordanie. Depuis ce site de confluence, un barrage hydrographique, le barrage de Tibériade, alimente une centrale électrique d'où le Jourdain poursuit son cours qui est régulé.
Depuis la confluence avec le Yarmouk, le cours inférieur du fleuve devient transfrontalier avec la Jordanie jusqu'à son embouchure dans la mer Morte. Il continue son parcours vers le sud où il reçoit, sur sa rive droite, les eaux du Nahal Harod, son plus long affluent venant de la Basse Galilée avec un cours de 32 km. Le fleuve s'écoule lentement, étant jalonné de nombreux méandres, où il est de nouveau grossi, sur sa rive gauche, des eaux de la rivière Zarqa, autre nom de la rivière Jabbok, dans une vallée verdoyante à la végétation subtropicale avant son embouchure dans la mer Morte.
Le bassin hydrographique du Jourdain est relativement étendu, mais il demeure cependant moins grand que le pays d'Israël avec une superficie de 18 000 km2 alors qu'il se déploie également sur une portion du Liban, sur la Syrie et la Jordanie; son régime est pluvio-nival lui permettant d'alimenter en eau potable, par le lac de Tibériade, le projet ambitieux de l'Aqueduc national d'Israël pour les agglomérations de Netanya, Tel Aviv et Beer-Sheva. Amplifié par la fonte des neiges en hiver et les pluies de l'arrière-saison dans son cours supérieur, notamment près de son lieu de source, le fleuve demeure cependant peu profond et il est étroit dans la majeure partie de son parcours.
Parmi ses particularités géographiques, le fleuve Jourdain fait partie du bassin hydrographique de la mer Morte où il est son principal tributaire.
Enfin, une autre de ses spécificités très originale est que sa vallée fluviale est la plus basse du monde, puisque le fleuve s'écoule dans un profond fossé tectonique où il aboutit à la mer Morte à l'altitude de 421 mètres sous le niveau des océans.

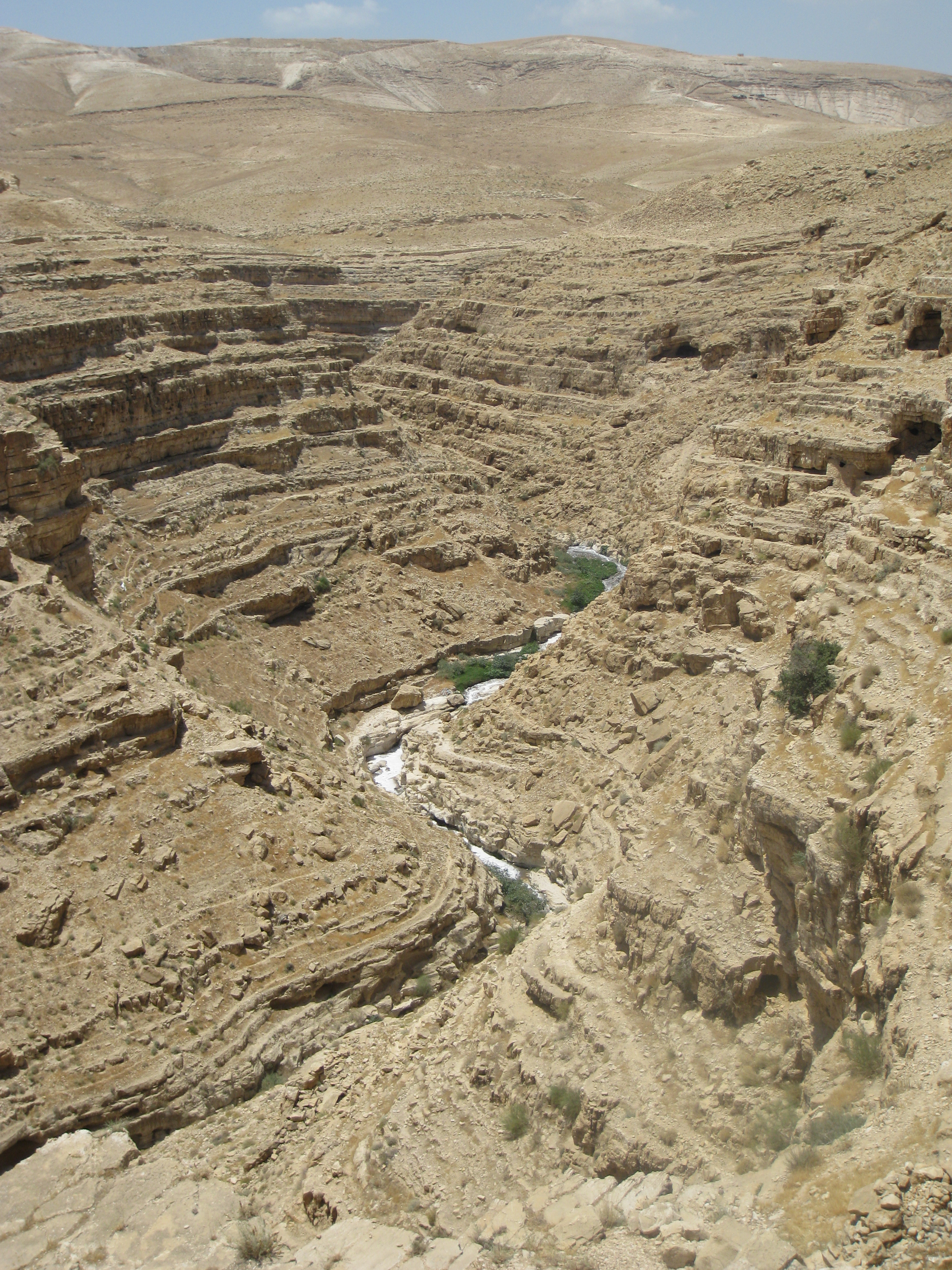
Le Cédron dans les collines arides du désert de Judée.

La mer Morte que les Israéliens appellent prosaïquement la mer de Sel (en hébreu : Yam Ha Melah : יָם הַמֶּלַח), reçoit un autre tributaire du pays d'Israël en provenance du nord-ouest mais de bien moindre importance que  le Jourdain. Il s'agit du Cédron dont le cours a un régime très irrégulier. Prenant sa source aux environs de Jérusalem et arrosant la capitale, sa vallée serpente entre le mont des Oliviers et le mont Scopus. Il se jette dans la mer Morte après avoir traversé les collines arides du désert de Judée mais son cours est le plus souvent à sec bien qu'il soit sujet à de soudaines crues.

### Les bassins hydrographiques tributaires de la Méditerranée

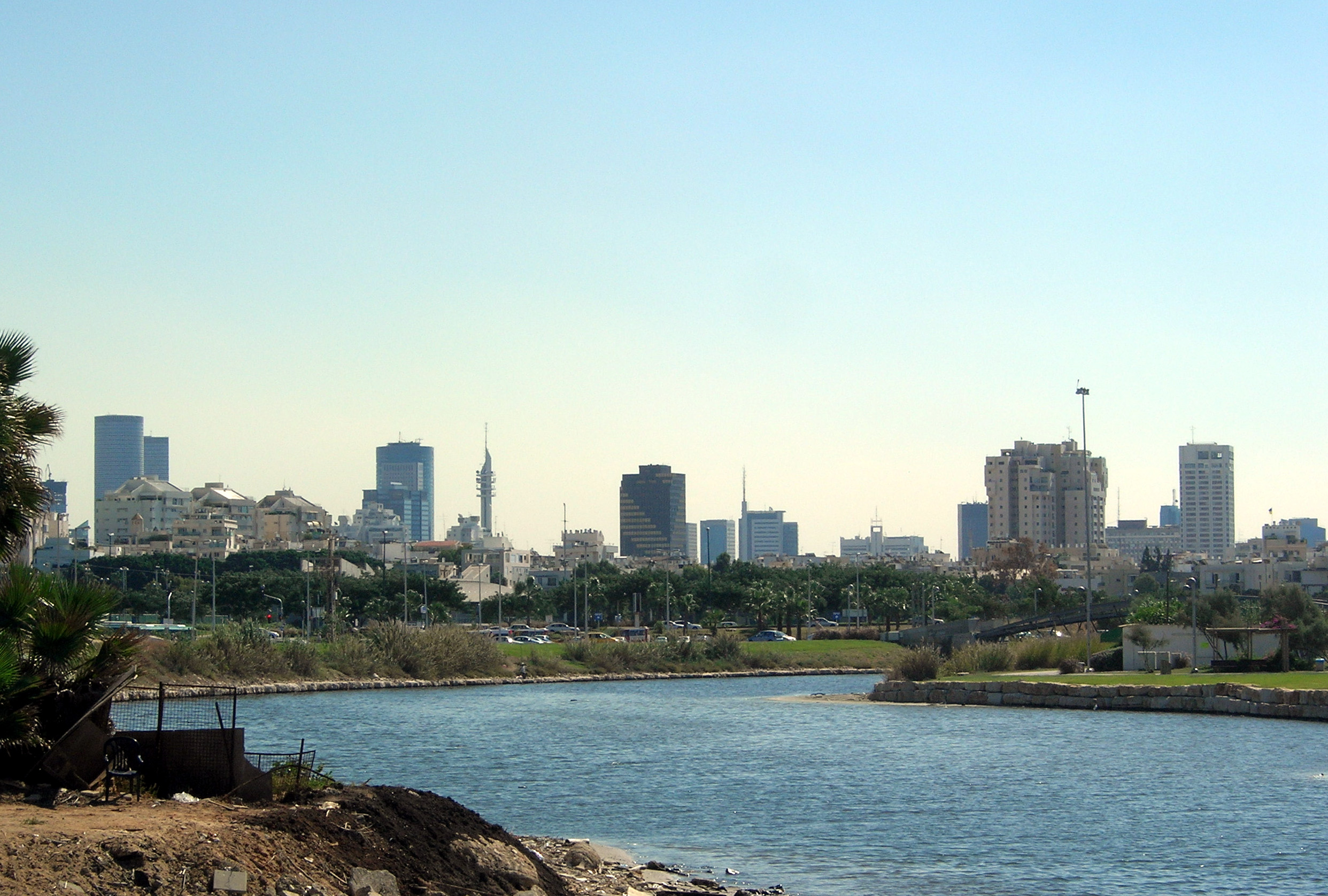
Le Yarkon qui arrose Tel Aviv est un petit fleuve côtier tributaire de la mer Méditerranée.

Du nord au sud, quelques petits fleuves côtiers sont des tributaires de la mer Méditerranée et alimentent de modestes bassins hydrographiques jouant un rôle important dans le développement agricole et l'aménagement du territoire israélien.
Le Ga'aton est l'un des plus petits fleuves côtiers d'Israël qui a sa source dans une colline de Basse Galilée plantée d'eucalyptus, serpentant d'est en ouest, à proximité de la frontière avec le Liban, dans une vallée peu encaissée, tantôt herbeuse, tantôt cultivée d'oliveraies et de vignes. Ce petit cours d'eau de 19 kilomètres de long, au régime très saisonnier, abondant en hiver, sec en été, rarement torrentiel, se jette dans la Méditerranée, à Nahariya, ville qui lui doit en partie son nom (en hébreu, le fleuve se nomme Nahar Ga'aton). C'est le plus septentrional des tributaires de la Méditerranée en Israël. Son embouchure est  situé à quelques encablures au sud du site de Rosh Hanikra aux falaises de craie blanche, qui tombent à pic sur la mer Méditerranée et se signalent par des grottes spectaculaires.
Le Kishon nait à l'est d'Israël, dans les monts de Samarie, où sa source est située sur une haute colline calcaire, au nord-ouest du mont Guilboa. Après avoir arrosé la plaine côtière israélienne en suivant une direction sud-nord, il se jette dans la baie de Haïfa par une embouchure assez large; son cours est d'environ 70 km, ce qui en fait l'un des plus longs fleuves côtiers d'Israël. C'est un des rares cours d'eau d'Israël à disposer d'eaux pérennes depuis son lieu de source. Cependant, son courant reste relativement modéré du fait de la faible dénivellation du terrain qu'il traverse. Les sols relativement imperméables qui forment la vallée de Jezreel, dans laquelle s'écoule le fleuve, et les précipitations régulières dans la région contribuent au débit important du Kishon qui, certaines années, déborde de son lit. Du fait des inondations fréquentes dans sa vallée, le Kishon est bordé d'une végétation hydrophile comprenant, entre autres, des tamaris et des joncs maritimes.
Dans la plaine de Sharon s'écoule un petit fleuve côtier entre Haïfa, au nord, et Tel Aviv, au sud. Le Nahal Hadera prend sa source au-delà du territoire d'Israël, dans les collines à l'est de la Samarie, et s'écoule sur une longueur de 50 km avant de rejoindre la mer Méditerranée à Hadera. C'est un petit fleuve au débit saisonnier et irrégulier qui écoule lentement, à la saison humide, ses eaux dans un cours étroit et sinueux mais est toujours à sec pendant toute la période estivale.
Le Yarkon est un très petit fleuve côtier de 28 km de longueur qui se jette dans la mer Méditerranée à Tel Aviv, après avoir arrosé Petah Tikva. Son cours est grossi, sur sa rive droite, des eaux de la rivière Ayalon où le site de confluence se trouve à Tel Aviv. Ce petit fleuve, qui arrose la plaine de Sharon, joue un rôle considérable pour l'irrigation des terres par le système régional de canalisation Yarkon-Néguev. Il est en effet un des rares tributaires de la Méditerranée, avec le Kishon, à posséder un débit fluvial constant en Israël.
Le Lakhish est l'un des plus longs fleuves côtiers d'Israël avec un cours de 70 km ; il se jette dans la mer Méditerranée à Ashdod après avoir serpenté dans la Shefelah, nom de la plaine de Judée. Son cours présente l'inconvénient d'avoir un débit très irrégulier et de très faible étiage. Pourtant, le Lakhish fut jusqu'au siècle précédent un fleuve aux eaux pérennes et abondantes, il se présente aujourd'hui comme un fleuve saisonnier, au débit fortement intermittent.
Le Bésor, avec un cours de 80 km, est le plus long fleuve côtier d'Israël tributaire de la mer Méditerranée qu'il rejoint au sud de Gaza. Son lieu de source est le mont Mihya (hébreu:הר מחיה) dans le désert du Neguev. Sa vallée s'étire dans le nord du Neguev, au sud de Beer-Sheva, et est marquée par un cours au débit très irrégulier, caractérisé tantôt par des crues abondantes, tantôt par des étiages très bas. Cependant sa présence a favorisé l'essor de l'arboriculture et de l'élevage.

## Climatologie

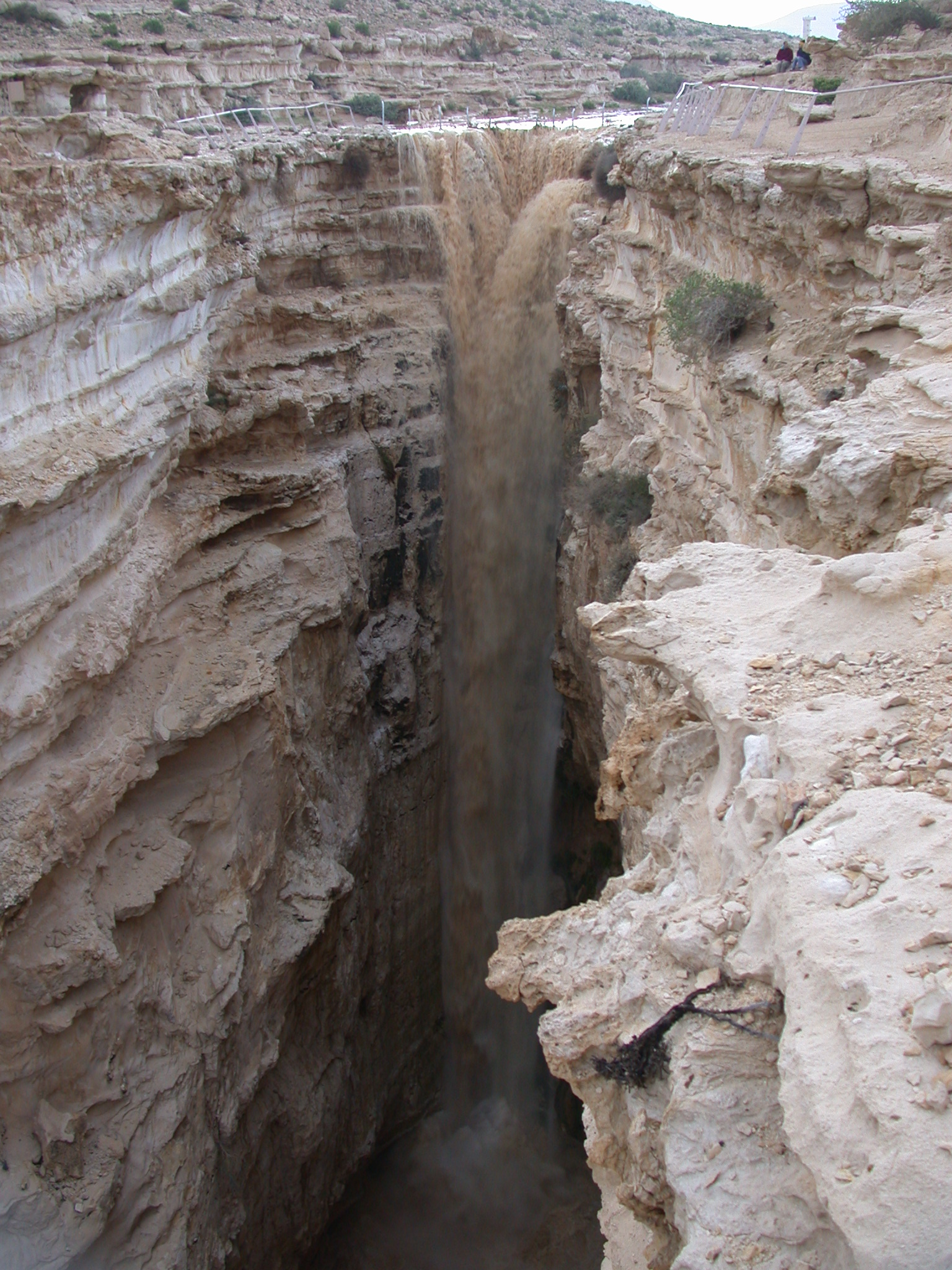
Crues dans le canyon d'Ein Avdat (désert de Negev, 16 mars 2007).

Israël est un pays soumis à un climat méditerranéen caractérisé par de longs étés chauds et sans pluie, et par des hivers pluvieux relativement courts. Le climat israélien est lié à sa position entre l'aridité du Sahara et les déserts d'Arabie, et l'humidité du climat méditerranéen du Levant. Les conditions climatiques sont très variables dépendant notamment de l'altitude, de la latitude et de la proximité de la mer Méditerranée.
Janvier est le mois le plus froid avec des températures moyennes comprises entre 6 °C et 15 °C, et les mois de juillet-août sont les plus chauds avec des températures comprises entre 22 °C et 33 °C, en moyenne. Les étés sont très humides le long de la côte méditerranéenne, mais plus sec en s'enfonçant dans les terres. À Eilat, la ville du désert, les températures sont souvent les plus élevées d'Israël, pouvant monter à 46 °C. Les pluies sont principalement concentrées pendant les mois d'hiver, entre novembre et mars, la période estivale est généralement dépourvue de pluie. Dans l'extrême sud, la pluviosité est proche de 30 millimètres par an; alors que dans le nord, la pluviométrie annuelle moyenne est supérieure à 900 millimètres. Les précipitations sont souvent resserrées sur de courtes périodes, provoquant l'érosion des sols ainsi que des inondations occasionnelles. En hiver, les hautes altitudes du plateau central reçoivent des précipitations neigeuses permettant l'ouverture saisonnière de stations de ski. Les zones cultivées qui représentent environ un tiers du pays sont celles qui reçoivent plus de 300 millimètres de pluie par an.

## La couverture forestière en Israël

### Généralités

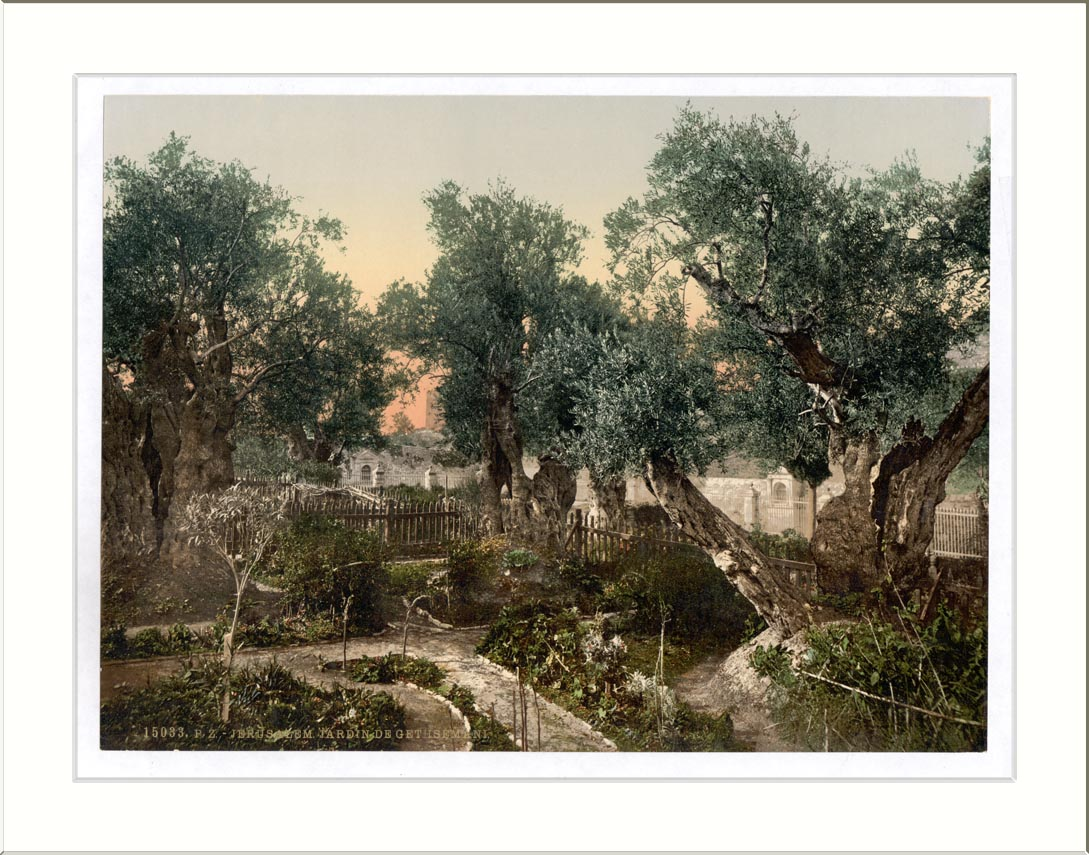
Le Jardin de Gethsemani à Jérusalem où l'olivier est le symbole national d'Israël.

Le climat méditerranéen dont jouit Israël qui s'inscrit dans la grande zone géographique du Bassin Levantin a favorisé, comme partout ailleurs dans les pays bordés par la mer Méditerranée orientale, une couverture forestière relativement étoffée grâce à une adaptation à la sécheresse, à la chaleur et aux sols maigres et caillouteux.
Ainsi des arbres typiquement d'essences méditerranéennes conviennent-ils aux divers sols et reliefs d'Israël comme l'olivier (Olea europaea), l'arbre de Judée (Cercis siliquastrum), le chêne vert (Quercus ilex), le chêne liège (Quercus suber), le pin parasol (Pinus pinea) et le figuier (Ficus carica).
Parmi ces essences typiquement méditerranéennes  figure l'olivier, considéré par les habitants comme l'arbre national d'Israël. Certes, cet arbre existe dans tous les pays méditerranéens depuis des milliers d'années et il très commun en Israël mais il pousse et fructifie dans toutes les zones climatiques du pays.
Le figuier, autre arbre emblématique en Israël, occupe une place de choix dans ce pays étant largement répandu sur les collines et les montagnes d'Israël. Il est l'une des sept espèces dont la Terre d'Israël est abondamment pourvue, figurant aux côtés de l'olivier, de la vigne et du palmier.
En Israël, d'autres arbres méditerranéens recouvrent les collines rocailleuses de la Galilée et du plateau calcaire de Judée où la majeure partie des forêts est plantée de pins de Jérusalem et de pins de Calabre (Pinus brutia) ainsi que des pins des Canaris, des cyprès communs, des cyprès de l'Arizona. Quant aux cèdres, quelques cèdres de l'Atlas s'adaptent bien dans le nord de la Galilée mais, en général, ils ne sont pas acclimatés en Judée.
Des forêts naturelles, composées principalement de chênes kermès, appelés aussi  chênes des garrigues, couvrent une partie de la Galilée, le mont Carmel et d'autres zones montagneuses, de même que les platanes ombragent les cours d'eau de Galilée.
De plus, la position géographique d'Israël au carrefour de trois continents le place à la limite des espèces des milieux arides et subdésertiques. Sur le vaste plateau du Néguev, des pistachiers atlantiques colonisent des vallées arides et les palmiers poussent là où le sous-sol contient peu d'eau. Dans la partie septentrionale du plateau du Néguev, l'eucalyptus  vient bien alors que l'acacia et le tamaris poussent dans la partie méridionale au climat aride et subdésertique.

### La répartition géographique des forêts

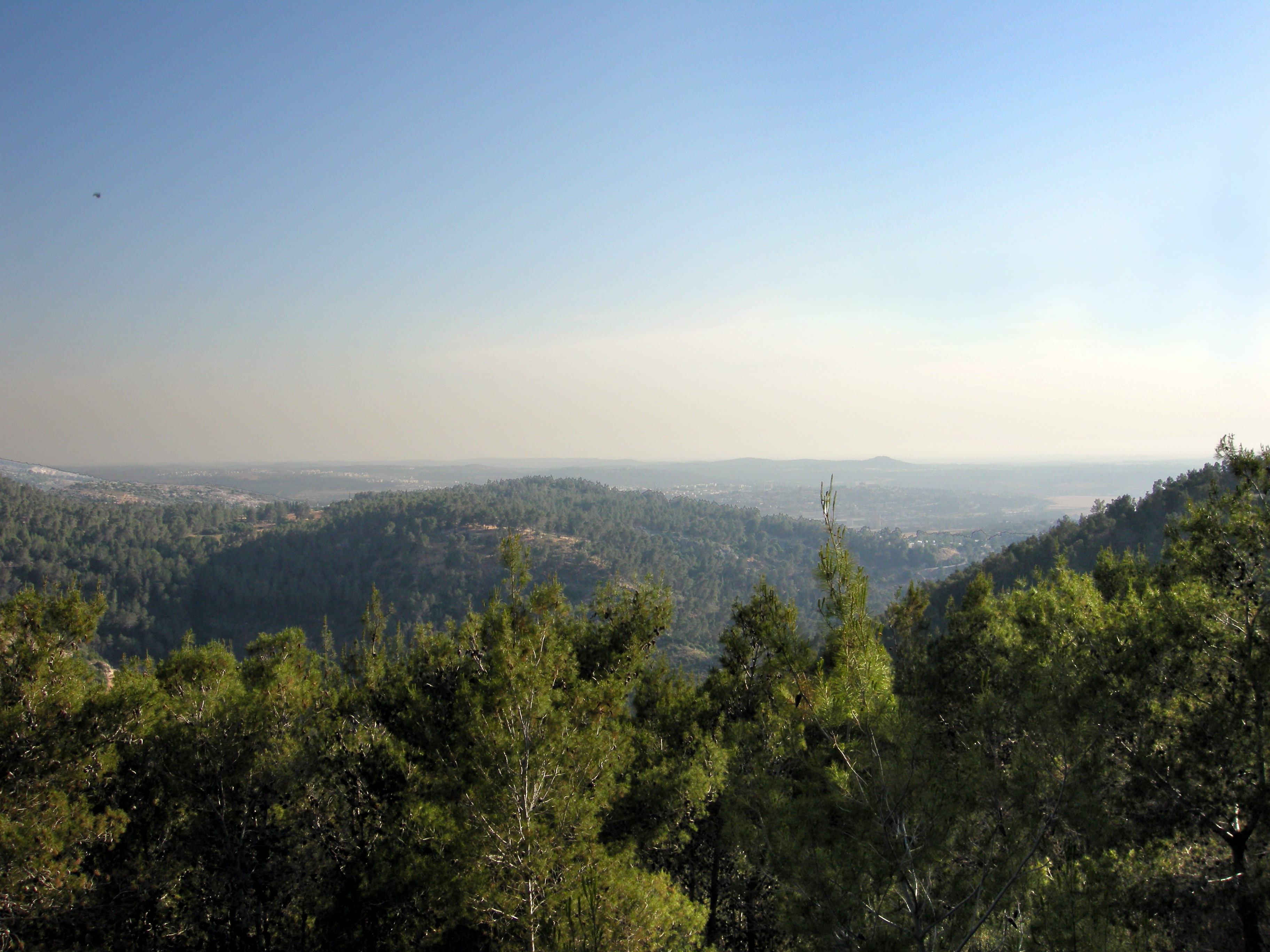
La Forêt des Martyrs, implantée à l'ouest de Jérusalem, en mémoire des six millions de Juifs morts pendant la Deuxième Guerre mondiale.

Israël est un pays peu boisé avec à peine 5 % de couverture forestière totale. Cette situation découle à la fois de l'héritage historique où le pays était à l'abandon à la fin du XIXe siècle et du milieu géographique assez contraignant.
De par sa récente création en 1948, l'État hébreu ne dispose que de minces réserves forestières avec seulement 490 km2 de forêts nationales, soit 2,4 % du territoire. Ces bois et forêts relèvent du Département des forêts, rattaché au Ministère de l'Agriculture d'Israël. Cependant, à ses côtés, s'ajoute dès les origines du projet sioniste, sous l'impulsion de Theodor Herzl, une puissante Fondation, dédiée en partie au reboisement, le Keren Kayemet Leisraël, connu aussi sous le sigle de KKL, contribuant beaucoup à la formation du patrimoine forestier d'Israël.
En Israël, trois grands domaines forestiers se répartissent dans le territoire.
- la plaine côtière israélienne, au large de la Méditerranée, est surtout représentée par des oliviers, des figuiers et des arbres fruitiers ainsi que des pins d'Alep et des chênes verts.
- l'axe central montagneux, principalement représenté par la Galilée et le plateau de Judée, dispose de la surface boisée la plus importante du pays où prédominent les pins de Jérusalem, les cyprès et les chênes kermès.
- le plateau septentrional du Néguev et la vallée du Jourdain demeurent très faiblement boisés avec toutefois des implantations fructueuses d'eucalyptus et de pistachiers tandis que, dans la partie la plus méridionale du Néguev, subsistent quelques bosquets épars d'acacias et de tamaris dans des fonds de vallées sèches et arides[30].

Les forêts nationales les plus étendues ne couvrent en général que de modestes superficies comme la Forêt des Martyrs et la Forêt d'Eshtaol fixées sur les collines de Judée, à l'ouest de Jérusalem, la Forêt Ben Shemen qui fait partie de la Forêt Herzl, la plus anciennement plantée en Israël et la plus étendue dans la plaine de la Shefelah avec ses 22 km², ou encore la Forêt de Biriya, la plus grande de Galilée avec 20 km².
Les  parcs forestiers nationaux les plus connus et les plus fréquentés en Israël sont le Judaean Mountains National  Park dans le plateau de Judée, le Sataf National  Park à 10 km à l'ouest de Jérusalem et le Arbel National Park and Nature Reserve, près du lac de Tibériade en Haute Galilée.

### L'état des lieux de la forêt israélienne avant l'indépendance en 1948

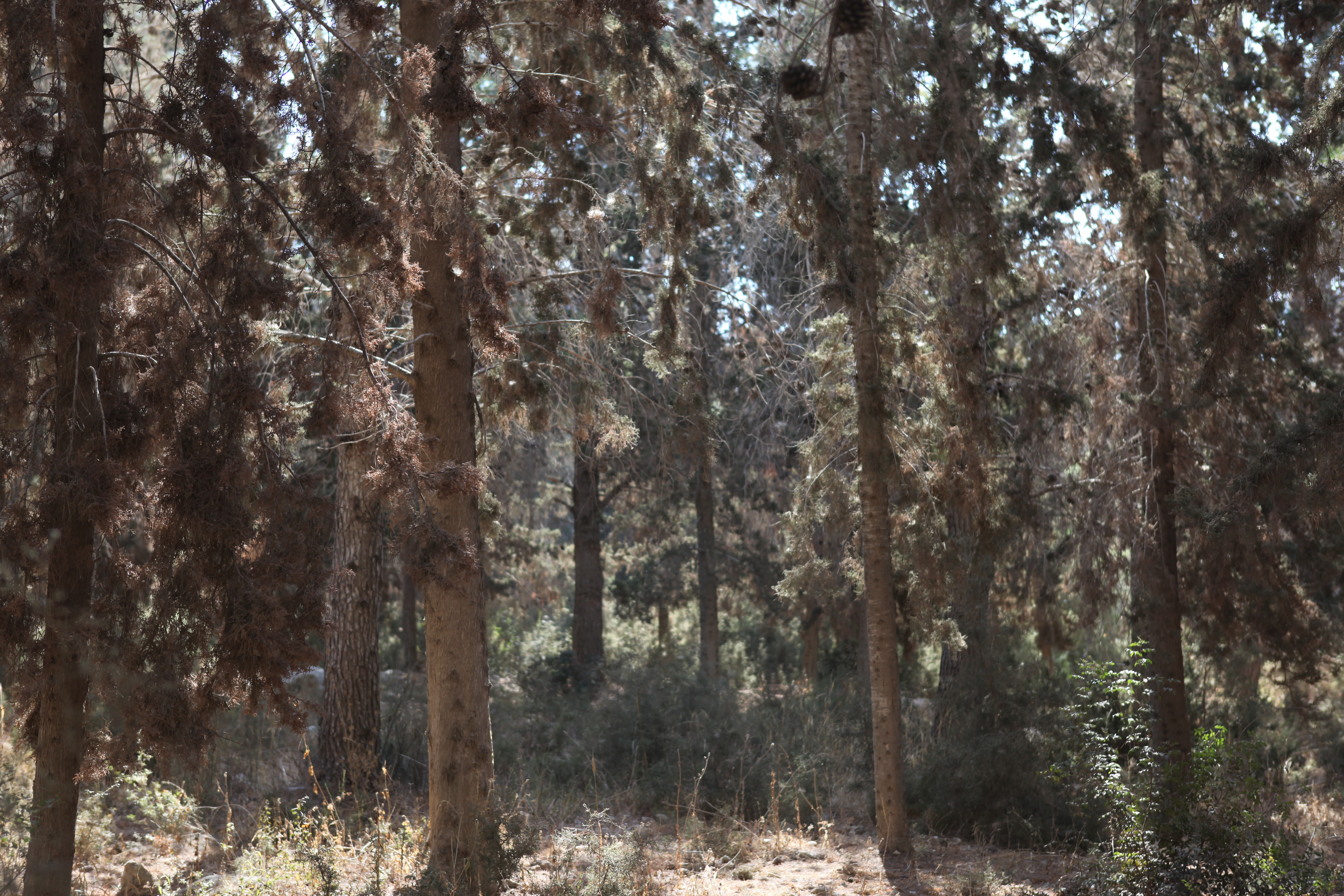
La Forêt Herzl, qui intègre la Forêt de Ben Shemem, est la première forêt artificielle d'Israël.

Les forêts actuelles d'Israël résultent principalement  d'une campagne massive d'afforestation, engagée activement par le Keren Kayemeth Leisraël dès 1907, puis vigoureusement poursuivie à partir de la création du nouvel Etat d'Israël en mai 1948.
Pendant tout le 19ème siècle et, ce, jusqu'à la fin de la  Première Guerre mondiale, l'Empire ottoman ne se souciait pas de l'actuelle terre d'Israël qui ne s'appelait pas encore la Palestine. Cette région du Levant, dont l'appellation locale était "terre de Canaan", était divisée administrativement entre le Vilayet de Beyrouth et le Sandjak de Jérusalem au cours des dernières années de la domination ottomane.
Les propriétaires de grands domaines fonciers, principalement des musulmans, étaient absents de leurs terres et n'en prenaient pas soin, du fait aussi d'une  écrasante fiscalité;  ils se contentaient simplement de louer leurs terrains à des paysans pauvres, disposant alors de pratiques agricoles encore archaïques.
Cependant, du fait de la nature ingrate des sols, du manque récurrent d'eau et de conditions climatiques particulières, marquées par de longues périodes de sécheresse, cette région était délaissée et dépeuplée où vivaient 370 000 habitants vers 1880.
Ainsi, beaucoup de terres agricoles étaient à l'abandon, à l'état de friches, et un grand nombre d'entre elles étaient gagnées par le désert au sud (plaines sableuses de la Shephelah et de Sharon, plaine de Beer-Sheva, désert de Judée jusqu'aux rives du Jourdain), tandis que, sur la côte méditerranéenne, le littoral s'était transformé en un vaste marécage, déserté et insalubre, et réputé pour être infesté par la malaria. Il en était de même pour certaines parties de la vallée du Jourdain dont le lac Hula qui était devenu un grand marécage, totalement abandonné, et un foyer de paludisme.
Quant aux forêts naturelles des montagnes de la Galilée, du promontoire du mont Carmel et des hautes collines de la Judée, celles-ci furent massivement défrichées, par des opérations de coupe rase des arbres sans régénération et changement d'affectation du sol. Les collines furent dégarnies de leurs arbres, entièrement dénudées, laissant apparaître un spectacle de désolation, de reliefs rocailleux et de coteaux pierreux, rapidement gagnés par l'érosion. De nombreux voyageurs, qui avaient traversé ces différentes régions, en firent des descriptions peu flatteuses comme Edward Robinson, en 1841, Titus Tobler, en 1867 et Reinhold Röhricht en 1890,. De même, lors de son voyage, en 1867, dans ce qui est devenu l'actuel Israël, Mark Twain y décrivit «une terre désolée, morne et désespérante».
L'Empire ottoman avait exploité ces forêts en abattant les pins et les chênes afin de construire des voies ferrées à travers son vaste territoire. De ce fait, les Ottomans avaient fortement contribué à la paupérisation de la région qui était devenue l'une des plus démunies de l'Empire. Au début du XXème siècle, l'eau n'existait en quantité suffisante que pour 10 % du pays; plus de 30 % du territoire était constitués de montagnes pierreuses et arides, et le reste n’était qu'une immense plaine désertique, avec d'amples zones marécageuses où la malaria sévissait à l'état endémique. En 1916, au nord d'une ligne Ashkelon-Hébron, il ne subsistait plus que quelques bosquets de tamariniers.
C'est pourtant dans ce contexte géographique et économique très défavorable que les Juifs entreprirent la mise en valeur de ces terres délaissées à partir de 1880  et surtout au début du XXème siècle. La reforestation du pays fut une entreprise de grande envergure, commencée dès 1907 avec la première forêt Herzl.

### La reconquête forestière

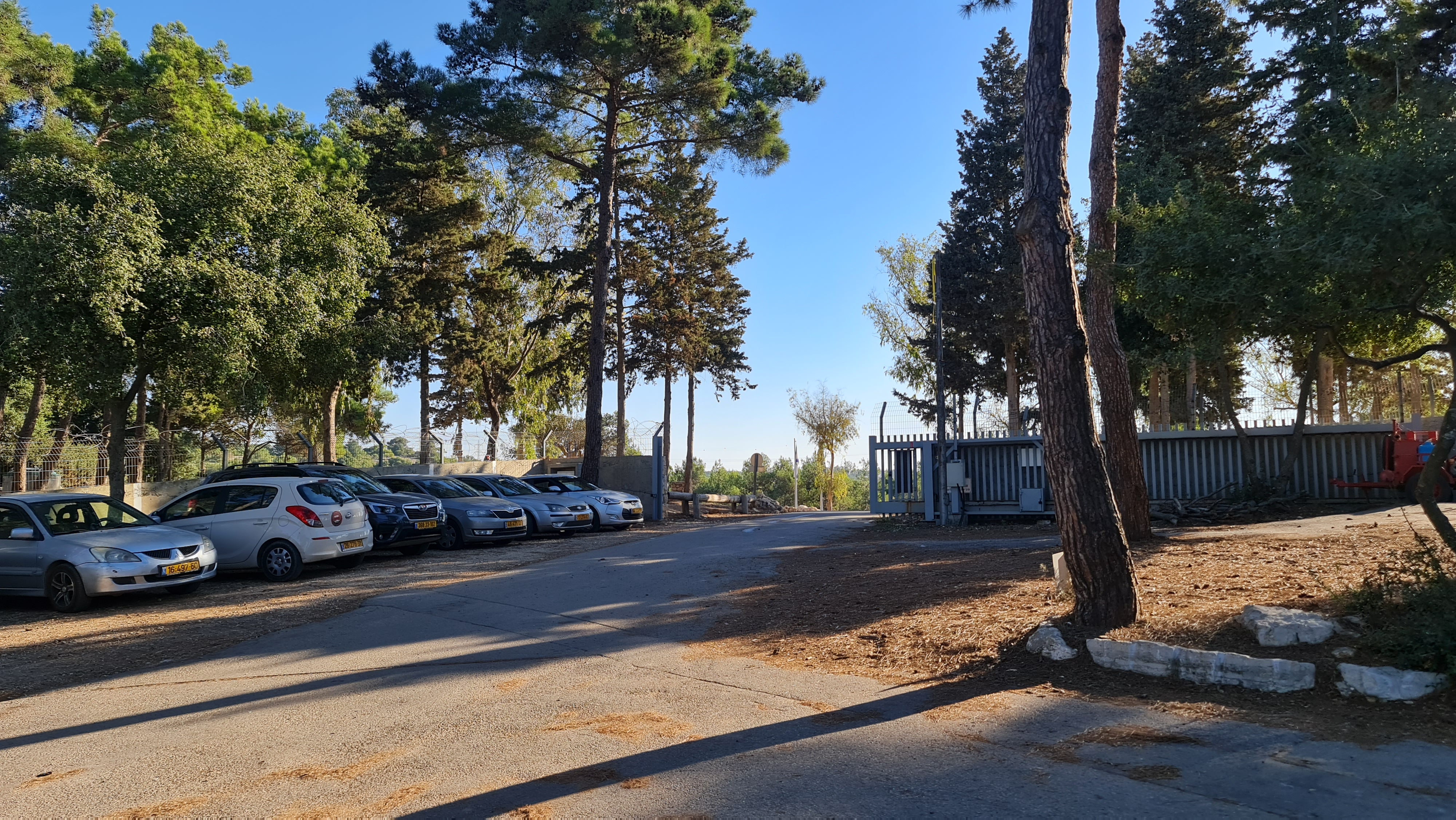
Parc de pins d'Alep sur le mont Carmel : un exemple de reboisement en Israël.

La majorité des forêts israéliennes résultent des plantations artificielles, de création relativement récente, et sont issues d'un programme ambitieux de reforestation mis en place dès 1901 par le KKL. En effet  dès ses débuts, à la fin du XIXe siècle, le territoire actuel d'Israël n'était qu'une vaste friche, à l'état d'abandon, avec des collines rocailleuses et dénudées, avec des vallées aux terrains marécageux et broussailleux et un littoral méditerranéen quasiment délaissé, infesté de plus par la malaria.
La mise en valeur du pays a également consisté en un reboisement actif et soutenu de ces terres en friche. La plus grande forêt artificiellement plantée en Israël dès les années 1940, la Forêt de Biriya, est  située dans la Haute Galilée, sur une surface de 20 km², à l'est de la ville de Safed. Ce vaste programme de reboisement a commencé dès 1908, avec la première forêt plantée, la Forêt Herzl à Ben-Shemen, près de la ville de Lod, dans la Shefelah. Lors de la fondation de l’État d'Israël, en mai 1948, le KKL détenait 100 000 ha de terres. Il avait déjà alors planté 5 millions d’arbres. En 1951, le KKL a planté la Forêt des Martyrs, à la mémoire des victimes de la Shoah. En 1957, c’est la Forêt de Jérusalem qui est aménagée et, en 1965, la Forêt Yatir, au nord du Néguev. En 1971, le reboisement s’est beaucoup intensifié où le KKL avait atteint le chiffre record de 100 millions d’arbres plantés au lieu de 5 millions en 1948. En 1988, le KKL lance une campagne « arbre pour arbre » pour replanter systématiquement les forêts détruites par les incendies. Aujourd’hui, le KKL a planté 245 millions d'arbres, soit plus du double par rapport au chiffre symbolique des 100 millions d'arbres fixés en 1971.
Les premières politiques de plantation, privilégiant le pin de Jérusalem dans les régions montagneuses et les eucalyptus dans le nord du Néguev, avaient cependant montré leurs limites. Dès les années 1950, les pins plantés au milieu des forêts de Beït-Keshet, en Basse Galilée, sont tombés malades et ont dû être remplacés par des oliviers. Des opérations similaires de boisement échouèrent également au mont Carmel. Aujourd’hui, des espèces locales, comme les chênes kermès, les oliviers, les lentisques, les caroubiers, sont choisies du fait de leur meilleure résistance que les pins aux incendies de forêt.

## Préoccupations environnementales

### Risques naturels
- Des tempêtes de sable se produisent au printemps depuis les régions orientales vers le littoral.
- Des épisodes de sécheresse, des crues éclair et des séismes frappent périodiquement le pays.

### Problèmes environnementaux actuels
- Israël ne dispose que de peu de terres arables, des ressources naturelles et des réserves en eau douce limitées; ce qui constitue un maillage de contraintes naturelles que le pays tente de résoudre par l'apport de technologies et de techniques modernes (telles que des usines de désalinisation[47]).
- La désertification, la pollution de l'air par les industries et les émissions des véhicules ainsi que la pollution des eaux souterraines par les rejets agricoles, industriels et domestiques sont également au cœur des préoccupations israéliennes en matière d'environnement du fait de son niveau de développement équivalent à celui des pays occidentaux rencontrant des problèmes similaires.
- L'état des cours d'eau d'Israël suscite nombre d'inquiétudes et de préoccupations à cause de leur dégradation, au fil des dernières décennies, due aux graves problèmes de pollution d'origines agricole, industrielle et urbaine. Le Fonds national juif s'est chargé de réhabiliter les rivières polluées et leurs berges. Ceci a consisté en la mise en place de procédés de dépollution, la restauration des sites, la préservation des sols et la réhabilitation des paysages, le  développement de parcs, de circuits de randonnée et d'espaces naturels. Les actions de restauration entreprises par le Fonds national juif peuvent être constatées sur un certain nombre de rivières comme le Nahal Alexander, le Kishon, le Nahal Harod et le Bésor[48].

### Accords internationaux
- Israël a signé nombre de conventions de protection de la biodiversité, de lutte contre le changement climatiques, de lutte contre les déchets dangereux, la Convention des Nations unies sur la lutte contre la désertification, la Convention sur le commerce international des espèces de faune et de flore sauvages menacées d'extinction, le Protocole de Montréal sur la protection de la couche d'ozone, la Convention de Ramsar sur la conservation et l'utilisation durable des zones humides...
- Israël a signé le Protocole de Kyoto ainsi que le Traité d'interdiction complète des essais nucléaires mais ne les a pas ratifiés.

## Géographie humaine
En octobre 2016, la population totale israélienne est estimée à 8 602 000 habitants dont près de 75 % de juifs. Selon les définitions appliquées, entre trois et cinq métropoles (notamment en raison du statut controversé de Jérusalem) étaient retenues en 2009, 71 villes de plus de 20 000 habitants ainsi que des centaines de villages dont certains désertés et d'autres en construction.
La densité israélienne était de 386 hab./km2 en juin 2016, la classant au 34e rang mondial.

### Géographie urbaine

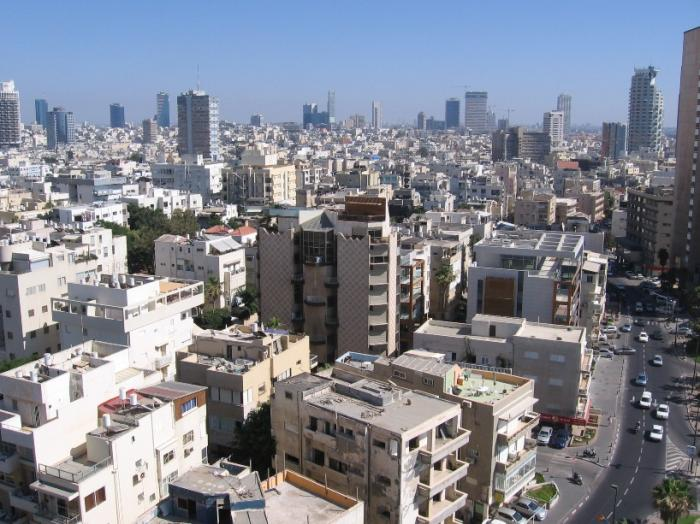
Tel Aviv.

Les villes de Tel Aviv, la capitale économique, Haïfa et Beer Sheva sont reconnues comme métropoles; Jérusalem et Nazareth sembleraient soumises à débat concernant leur statut[réf. nécessaire].
Les villes de développement accueillent environ 20% de la population (en 1995). Souvent établies dans des zones périphériques, elles ont été conçues dans les années 1950 comme des villes de taille moyenne, de 6 000 à 60 000 habitants.
Les villes de 5 000 habitants et plus reçoivent le statut de Conseil local. Les villes entre 2 000 et 5 000 habitants sont représentées par des comités locaux dans les Conseils régionaux, bien que des exceptions existent.

### Géographie rurale

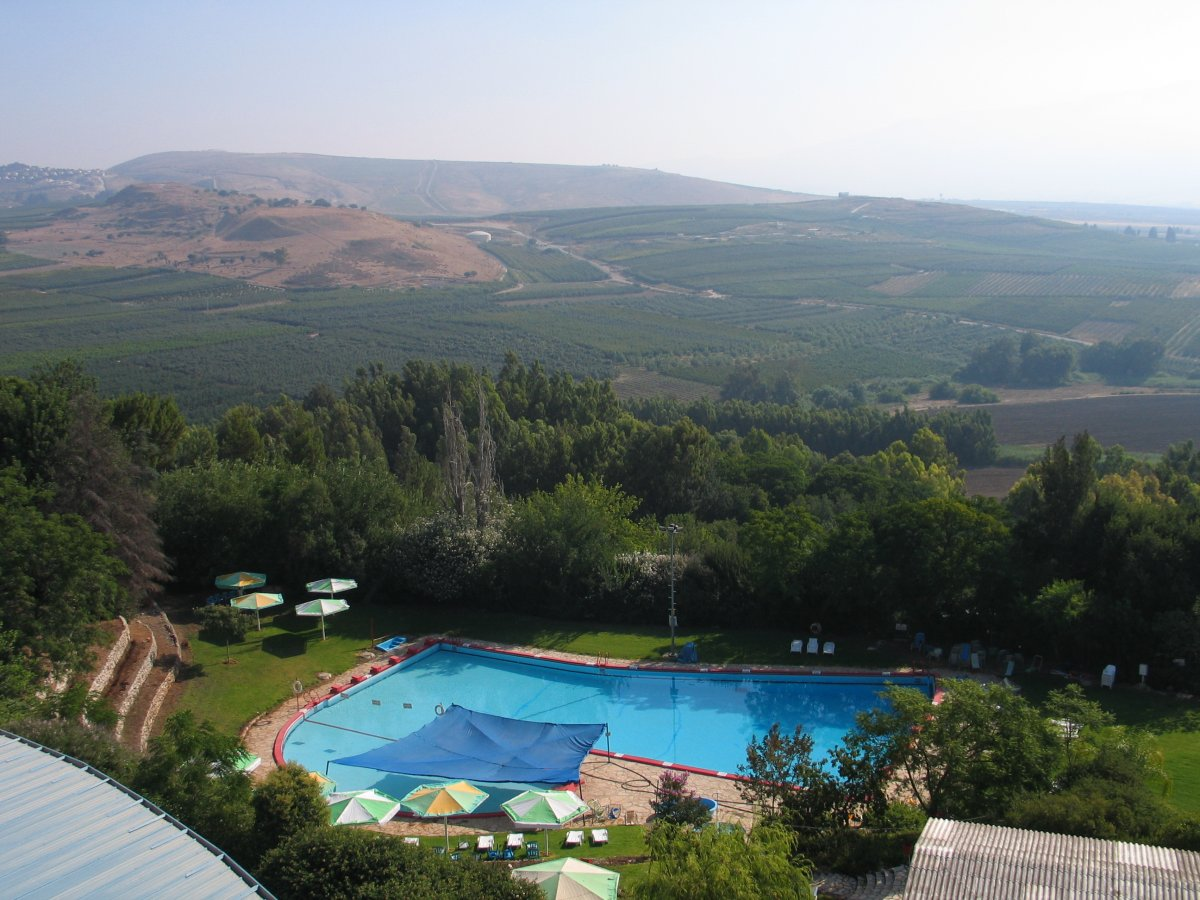
Un kibboutz sur le plateau du Golan.

L'espace rural israélien comprend plusieurs types particuliers d'établissements, notamment les moshavim et les kibboutzim. À l'origine il s'agissait de collectivités et de coopératives. Au fil du temps, le degré de coopération dans ces colonies de peuplement s'est réduit et dans plusieurs d'entre eux, la structure coopérative a été démontée. Tous les établissements ruraux et de nombreuses petites villes sont incorporés dans les conseils régionaux.
Parmi les villages d'Israël, les kibboutzim et les moshavim représentent des communautés uniques, ayant œuvré au peuplement d'Israël. Il y est également recensé plus de 250 colonies israéliennes occupant des territoires conquis après la guerre de six jours en 1967 ; en 2005, 42 colonies étaient positionnées sur les hauteurs du Golan, et 29 dans la partie est de Jérusalem.

## Villes principales et aires urbaines

### Aires urbaines
En 2004, l'Office israélien de la Statistique définit trois aires urbaines :
- Tel Aviv (2 933 300 habitants)
- Haïfa (980 600 habitants)
- Beer-Sheva (511 700 habitants)
- La population de la ville de Jérusalem est de 693 200 habitants. L'aire urbaine est plus importante, mais ses limites qui s'étendent en territoire cisjordanien sont sources de controverses tant du côté israélien que du côté palestinien.

### Villes
La forte concentration démographique dans la région métropolitaine de Tel-Aviv et la volonté de peupler les espaces périphériques dans un contexte de conflits armés avec les pays voisins ont inspiré au gouvernement israélien la politique dite de "dispersion de la population". En pratique les nouveaux arrivants dans les années 1950-1960, pour beaucoup des juifs orientaux ou séfarades, ont été envoyés loin du centre dans des villes de développement. Nombre de spécialistes considèrent aujourd'hui que la création de ces villes souvent établies dans des zones-frontières a engendré une « fracture socio-spatiale » et aggravé les inégalités économiques entre juifs européens (habitant majoritairement dans les grandes villes côtières) d'une part, et juifs orientaux d'autre part,.